# Gamelán

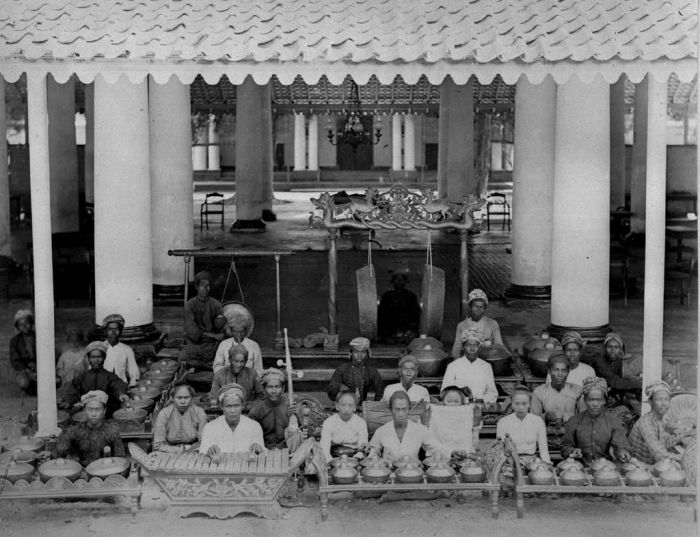
Orquesta gamelán hacia 1870-1891.

El gamelán es una agrupación musical tradicional de Indonesia, especialmente en Bali y Java, caracterizado por instrumentos como metalófonos, xilófonos, membranófonos, gongs, flautas de bambú, e instrumentos de cuerda frotada y cuerda pulsada. Puede ser incluida una vocalista que recibe el nombre de  pesindhèn. Para la mayoría de los indonesios la música de gamelán es una parte integral de la cultura indonesia. 
Frits A. Wagner cuenta que «la palabra gamelán se deriva de gamel (martillo) y la orquesta así llamada consta en efecto principalmente de instrumentos de percusión». La música de gamelán se basa en un tema principal, el cual algunos instrumentos tocan entero, solo partes, adornos o bien llevan el ritmo: 
- Tema básico: tocado por instrumentos metalófonos como el saron o el slentem.
- Ornamentación: tocada por instrumentos como el gender o el bonang, que son metalófonos, pero también por xilófonos, cítaras, rebab, flauta y cantante solista femenina acompañada de un coro masculino.
- Pulso y ritmo: tocado por gongs, campanas como el kempul o bloques de madera.

Se utilizan diversos sistemas de entonación, como el llamado slendro, con 5 tonos diferentes, o el pelog, con 7 tonos. Existen dos estilos de interpretación: el suave, con un flujo de sonido atemporal asociado con el canto y el Alús como danza, y el fuerte, con la danza Gaga y dirigido por la percusión. El gamelán aporta sonidos exóticos con un ritmo pausado y la utilización de la escala pentatónica. Cada vez está adquiriendo mayor repercusión en el resto del mundo musical.

## Historia

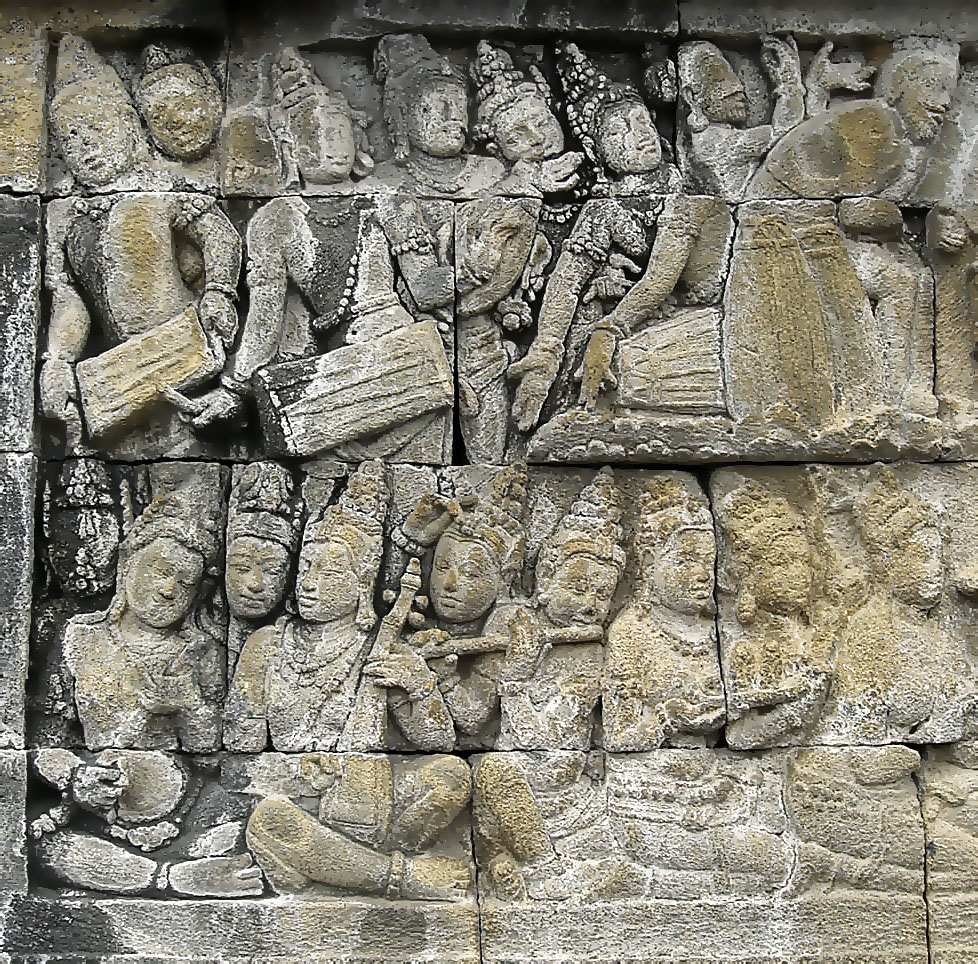
Músicos interpretando conjunto musical, El bajorrelieve del del templo de Borobudur, Java Central, Indonesia.

El gamelán es anterior a los reinos indianizados (cultura hindú-budista) que dominaron Indonesia en sus primeros tiempos y, por tanto, representa una forma de arte autóctona de Indonesia. En contraste con la fuerte influencia india en otras formas de arte, la única influencia india obvia en la música gamelán se encuentra en el estilo de canto javanés, sundanés y balinés, y en los temas de Wayang kulit y Wayang Golek (obras de sombras chinescas).
En la mitología javanesa, el gamelán fue creado por Sang Hyang Guru en la era Saka 167 (c. 230 d. C.), el dios que gobernaba como rey de toda Java desde un palacio en la montaña Maendra en Medang Kamulan (actual Monte Lawu). Necesitaba una señal para convocar a los dioses, por lo que inventó el gong. Para mensajes más complejos, inventó otros dos gongs, formando así el conjunto gamelán original.
La imagen más antigua de un conjunto musical se encuentra en el bajorrelieve del monumento budista del siglo VIII de Borobudur, Java Central. Los músicos de Borobudur tocan instrumentos de cuerda parecidos al laúd, varios de tambores kendang, varios de flautas suling, címbalos, campanas, metalófono y xilófonos. Algunos de estos instrumentos musicales están incluidos en una orquesta gamelán completa. Instrumentos musicales como metalófonos (saron, kenong, kecer), xilófonos (gambang), la flauta de bambú (suling), tambores de varios tamaños (kendang), címbalos, campana (genta), laúd, e instrumentos de cuerda con arco y punteados fueron identificados en esta imagen. Se sugiere que estos relieves de este conjunto musical son la forma antigua del gamelán.
Los instrumentos evolucionaron hasta su forma actual durante el Imperio Majapahit. Según las inscripciones y manuscritos (Nagarakretagama y Kakawin Sutasoma) fechados en el periodo Majapahit, el reino contaba incluso con una oficina gubernamental encargada de supervisar las artes escénicas, incluido el gamelán. La oficina de artes supervisaba la construcción de instrumentos musicales, así como la programación de actuaciones en la corte.

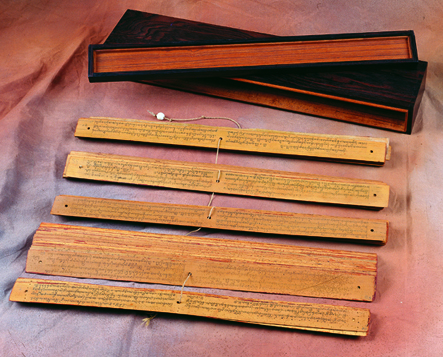
Gamelan se menciona en el Kakawin Nagarakertagama en un manuscrito de hoja de palma llamado lontar que fue escrito por Mpu Prapanca en 1365 d. C. Una colección de la Biblioteca Nacional de Indonesia en Yakarta

En Bali, hay varios gamelan selonding que existen desde el siglo IX, durante el reinado de Sri Kesari Warmadewa. Algunas palabras referidas al gamelan selonding se encontraron en algunas inscripciones y manuscritos balineses antiguos. Hoy en día, el gamelan selonding se guarda y conserva bien en los antiguos templos de Bali. Se considera sagrado y se utiliza para ceremonias religiosas, especialmente cuando se celebra una gran ceremonia. El gamelan selonding forma parte de la vida cotidiana y la cultura de algunos pueblos indígenas de aldeas antiguas como Bungaya, Bugbug, Seraya, Tenganan Pegringsingan, Timbrah, Asak, Ngis, Bebandem, Besakih y Selat en la Regencia de Karangasem.

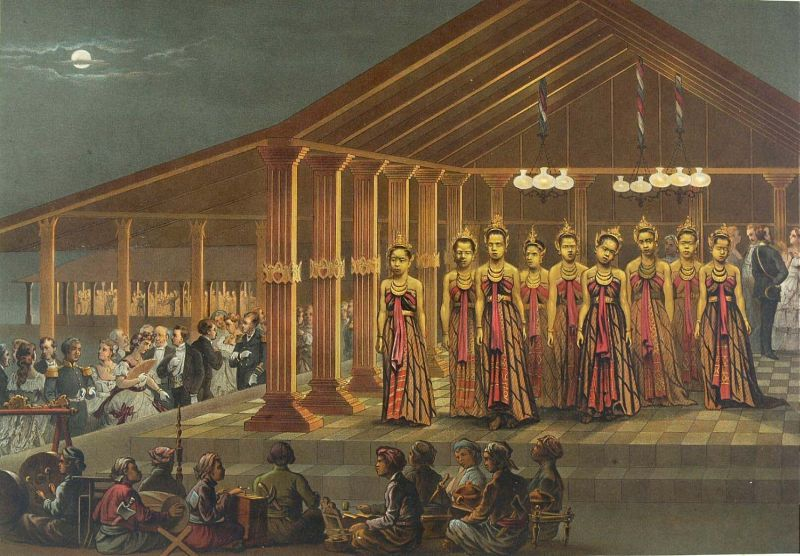
La corte del sultán de Yogyakarta, c. 1876. Representación de la Bedhaya Danza sagrada acompañada por el conjunto javanés Gamelan

En la corte de Java (Sunanato de Surakarta y Sultanato de Yogyakarta) los conjuntos más antiguos conocidos, Gamelan Munggang y Gamelan Kodok Ngorek, datan al parecer del siglo XII. Estos formaron la base de un "estilo fuerte" de música. Estos Gamelan son los instrumentos de gamelán más antiguos que existen y aún se conservan bien en las cortes. Los Gamelan se convierten en la reliquia hereditaria de las cortes javanesas. Gamelan Kodhok Ngorek y Gamelan Monggang son gamelanes sagrados que solo sonarán para las ceremonias rituales de la corte javanesa, como el Jumenengan (ceremonia de coronación) del sultán, la bienvenida a invitados muy respetados en el palacio, las bodas reales y el Garebeg. Este gamelán solo pertenece a la corte y el público en general no puede tener un conjunto de gamelán similar.
En la cultura wengker o Ponorogo, en el siglo XV Gamelan Reyog no sólo se utilizaba para acompañar el arte de Reog Ponorogo sino que también se utilizaba durante la guerra, las tropas de ki Ageng Surya Alam de la aldea de Kutu tocaban gamelan reyog antes de que tuviera lugar la guerra contra Majapahit, que estaba en coalición con Demak durante el ataque. Wengker, como resultado Wengker siempre consigue su victoria antes de que la reliquia de ki Ageng Surya Alam caiga en manos del enemigo.
Un "estilo suave" se desarrolló a partir de la tradición kemanak y está relacionado con las tradiciones de cantar poesía javanesa, de una manera que a menudo se cree que es similar al coro que acompaña a la danza moderna bedhaya. En el siglo XVII, estos estilos fuertes y suaves se mezclaron y, en gran medida, la variedad de estilos modernos de gamelán de Bali, Java y Sunda es el resultado de diferentes formas de mezclar estos elementos. Así, a pesar de la aparente diversidad de estilos, muchos de los mismos conceptos teóricos, instrumentos y técnicas se comparten entre los estilos.
.

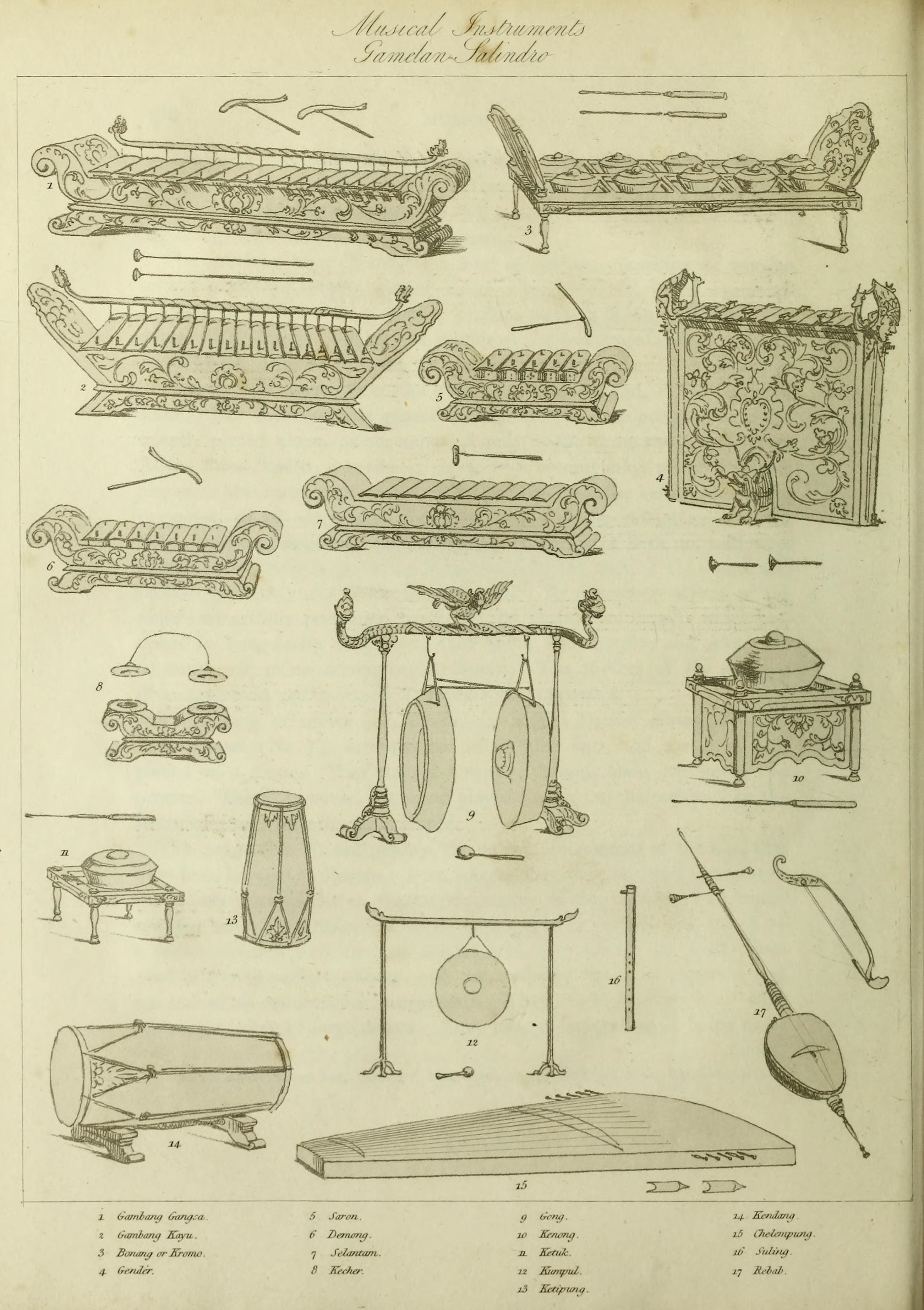
Varios instrumentos musicales javaneses en Gamelan Salindro, La historia de Java de Thomas Stamford Raffles (1781-1826)

En el Sultanato de Cirebon, en la costa norte de Java. El gamelan Sakati en el Keraton Kasepuhan es originario del Sultanato de Demak en 1495 que fue un regalo del Sultán Trenggono de Demak por el matrimonio de Ratu Mas Nyawa (hija de Raden Patah, rey de Demak) con el príncipe Bratakelana (hijo de Sunan Gunung Jati de su esposa Syarifah Bagdad). Este gamelán está estrechamente relacionado con los primeros tiempos de la expansión del Islam por Wali Sanga en Java. En el Keraton Kasepuhan, el gamelán Sakati se toca en el mes Idul Adha del Hajj (Zulhijah) en el edificio Sri Manganti cuando el sultán y sus familiares se dirigen a la Gran Mezquita. Este gamelán se conserva en el Museo Pusaka Keraton Kasepuhan Cirebon.
En Lamongan, Java Oriental, existe un antiguo gamelán del siglo XV llamado Gamelan Singo Mengkok. Este gamelán es un legado del Sunan Drajat (uno de los Wali Sanga) que se utilizaba para transmitir la religión islámica en Paciran, Lamongan. Batido por los Amigos de Sunan Drajat para acompañar el tembang Pangkur (panguri isine Qur'an) creado por el propio Sunan Drajat. Este conjunto de gamelán es una aculturación de la cultura hindú-budista e islámica, teniendo en cuenta que la comunidad circundante es hindú, por lo que es fácilmente aceptado por la comunidad. En la actualidad, el Gamelan Singo Mengkok se conserva en el Museo Sunan Drajat de Lamongan.

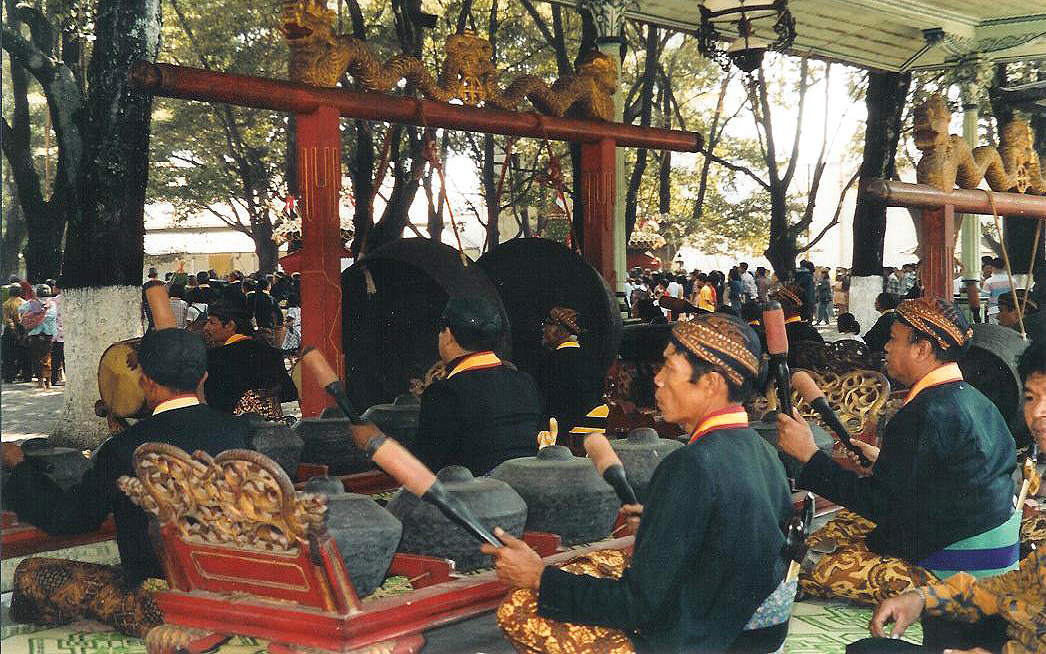
Javanese Gamelan Munggang (uno de los gamelanes sagrados) siendo tocado (como parte de un ritual) en Surakarta Sunanate, Java Central, Indonesia, 2000

En el reino de Mataram islámico, Gamelan Kanjeng Kyai Guntur Sari se hizo en 1566 y el Gamelan Kanjeng Kyai Guntur Madu se creó en 1642 durante el reinado del Sultán Agung. Ambos gamelanes llamados Gamelan Sekati (Gamelan Sekaten) que sólo se golpea/sonoriza para acompañar la ceremonia Sekaten. El Gamelan Sekaten en Surakarta y Yogyakarta se toca una vez al año durante una semana delante de la Gran Mezquita. Este gamelán sólo lo tocan la familia real y los cortesanos en condiciones estrictas, vistiendo ropas tradicionales prescritas y tocando cierta música sagrada que existe desde hace siglos. El Gamelan Sekaten existe en mitades: dividido entre las dos cortes rivales de Surakarta y Yogyakarta, cada corte mandó fabricar una segunda mitad a juego.
En Sumedang, Java Occidental, existe una reliquia del Reino de Sumedang Larang, hay un Gamelan Panglipur perteneciente al príncipe Rangga Gede / Kusumahdinata IV (1625-1633) que también es regente del Mataram. El gamelán se hizo deliberadamente para entretenerse tras la muerte de su amado hijo. El gamelán de Panglipur junto con otros 9 antiguos conjuntos de gamelán se conservan en el Museo Prabu Geusan Ulun en Sumedang Regency. Uno de los diez conjuntos de gamelán es el gamelán Sari Oneng Parakansalak de Sukabumi, Java Occidental, que el 31 de marzo de 1889 participó en la celebración de la inauguración de la torre Eiffel en París, Francia.
El 5 de septiembre de 1977, Gending ketawang puspawarna (Música gamelán javanesa) que fue creada por Mangkunegara IV (1853-1881) fue transportada por dos satélites de La Administración Nacional de la Aeronáutica y del Espacio (NASA) llamados Voyager I y Voyager II. Los satélites se encargan de realizar observaciones de planetas en el espacio exterior. Los dos satélites están equipados con discos de cobre chapados en oro con un diámetro de 12 pulgadas. Este disco contiene mensajes grabados desde la Tierra para los extraterrestres que puedan encontrarlos.

## Instrumentación

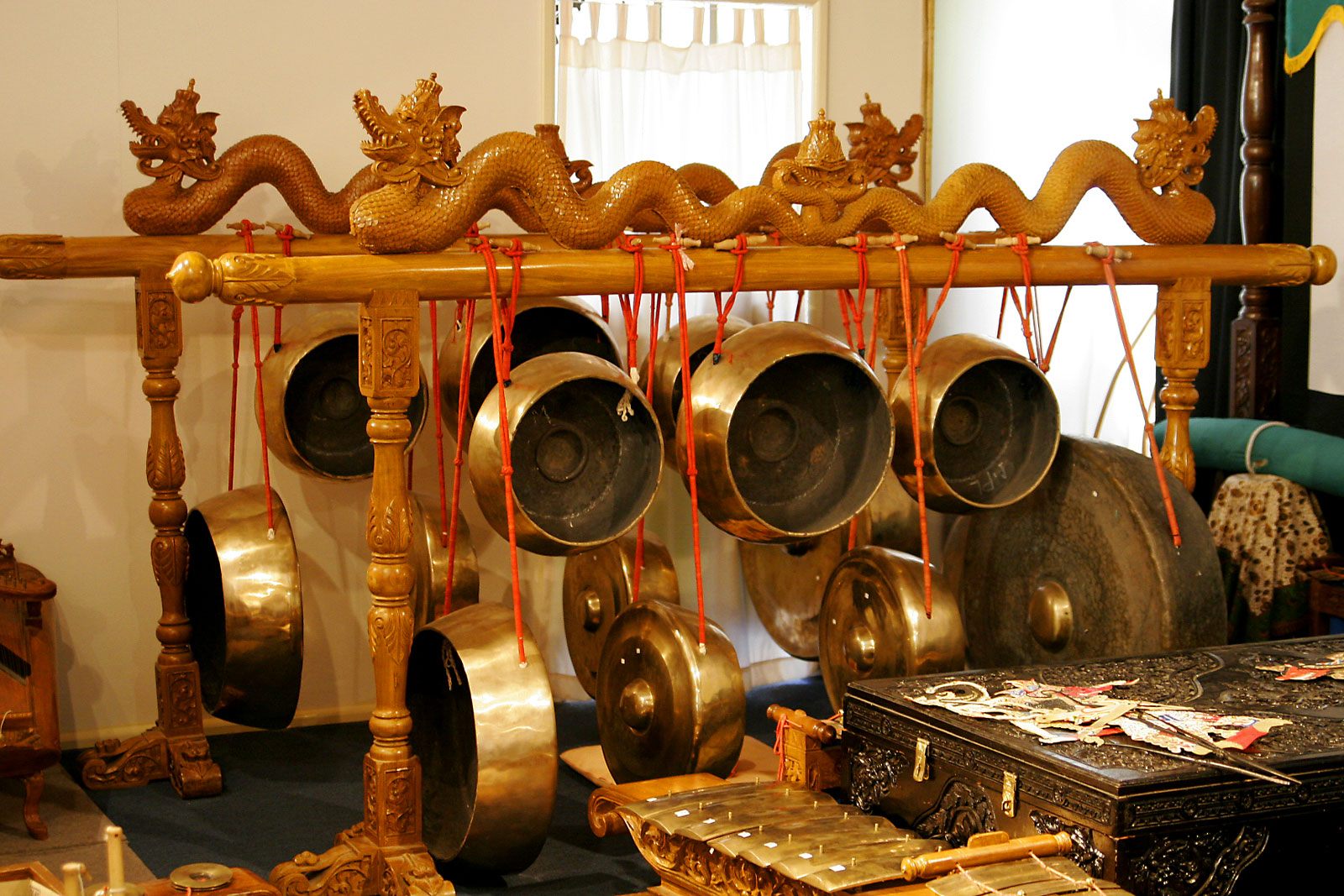
Gongs kempul
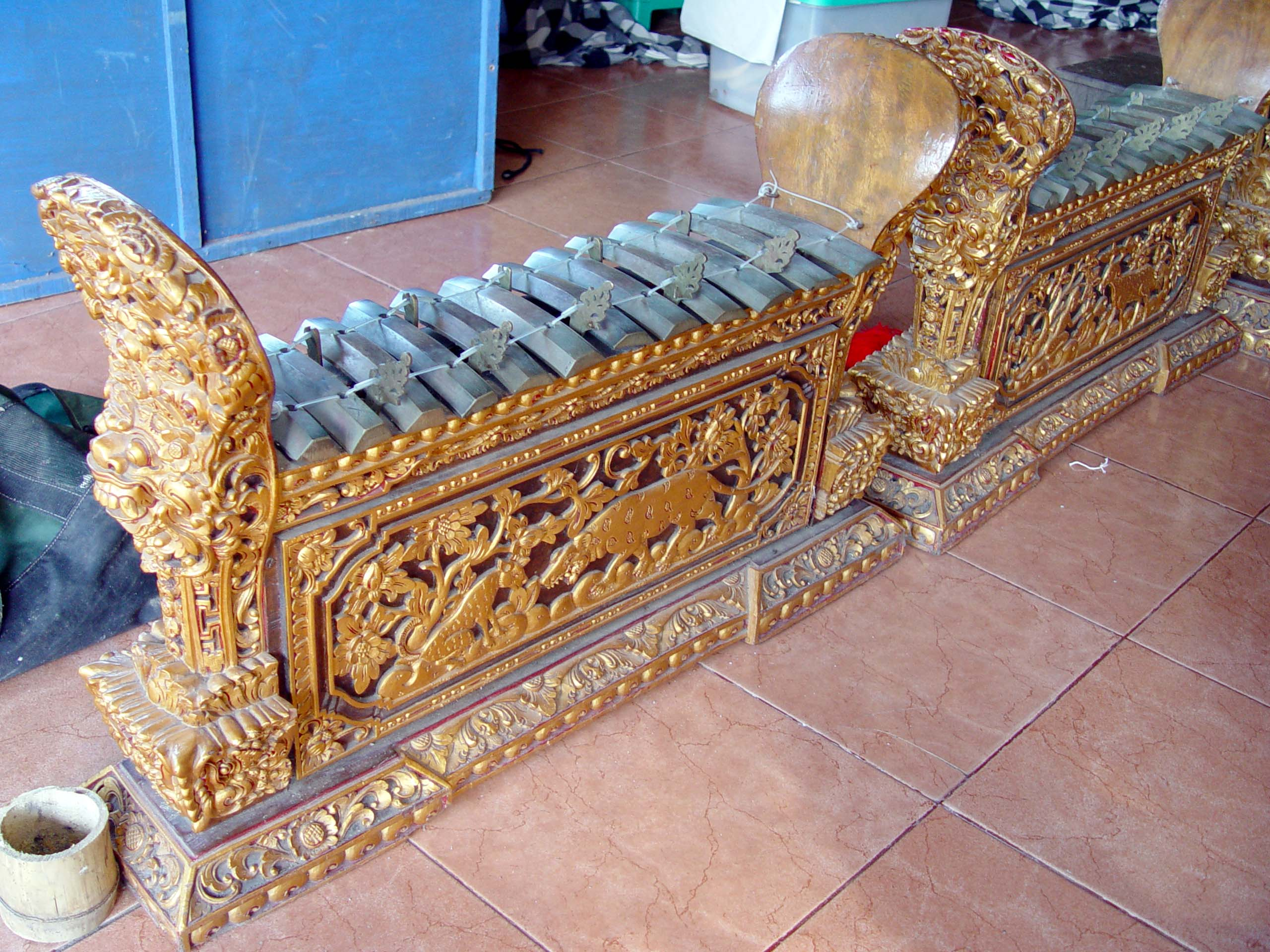
Gangsa
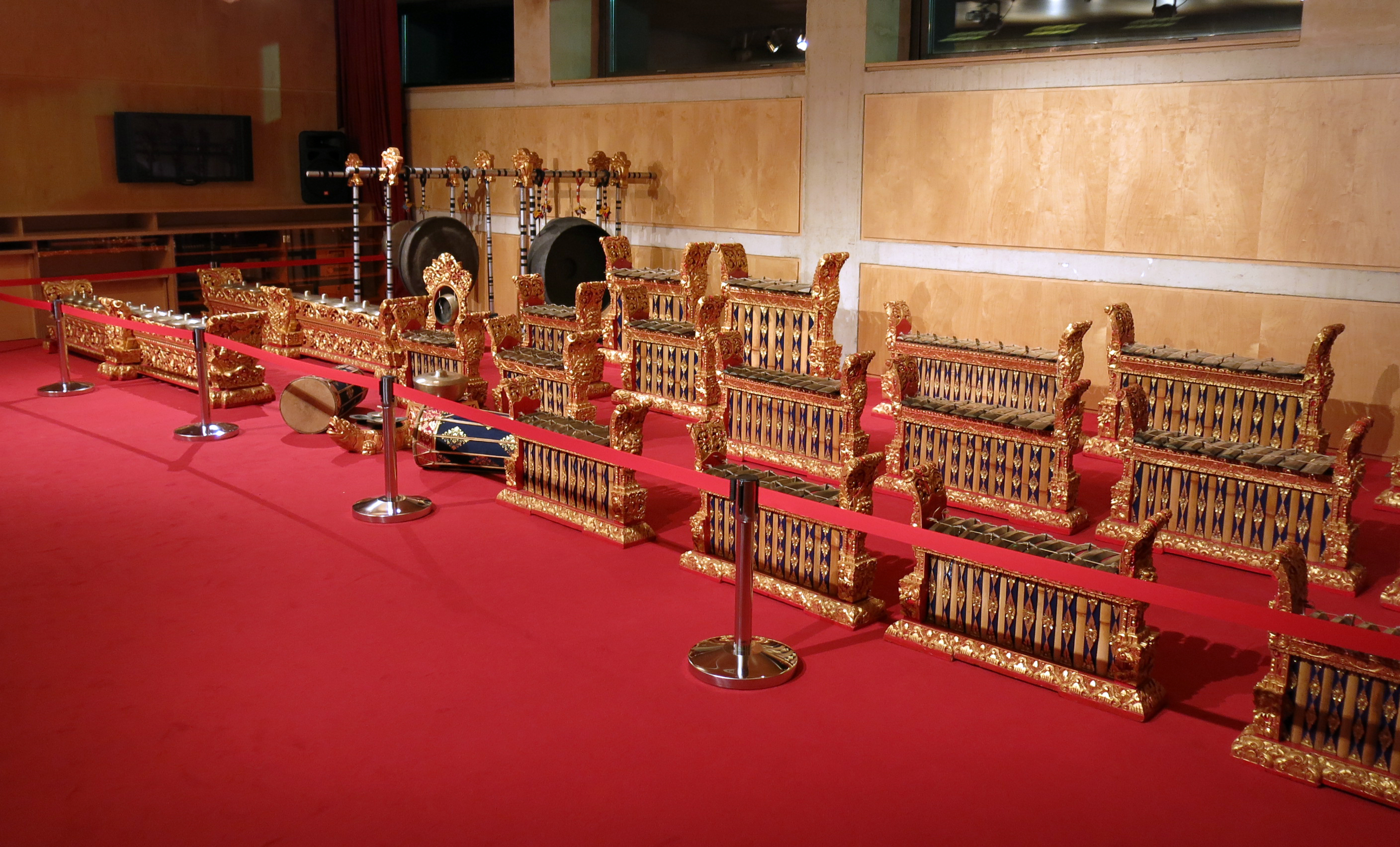
Gamelán del Museo de la Música de Barcelona

### Instrumentos típicos del gamelán javanés
Un conjunto completo de orquesta de gamelán ageng javanés que mantiene la corte javanesa consiste en:
1. 2 conjuntos de Bonang Penembung
2. 2 conjuntos de Bonang Barung (Bonang)
3. 2 conjuntos de Bonang Penerus
4. 2 conjuntos de Kenong
5. 2 Kethuk
6. 2 Kempyang
7. 2 conjuntos de Slenthem
8. 3 conjuntos de Gender Barung (Gender)
9. 3 conjuntos de Gender Penerus
10. 2 conjuntos de Saron Demung (Demung)
11. 4 conjuntos de Saron Barung (Saron / Saron Ricik)
12. 2 conjuntos de Saron Pekín (Pekín / Saron Penerus)
13. 2 Gong ageng (Gong Besar)
14. 2 Gong Suwukan (Gong Siyem)
15. 2 conjuntos de Kempul
16. 1 Kendhang Aeng (Kendhang Gending)
17. 1 Kendhang Ciblón (Batangan)
18. 1 Kendhang Sable (Kendhang Wayangan)
19. 1 Kendhang Ketipung (Ketipung)
20. 1 Bedug
21. 2 Rebab
22. 2 conjuntos de Gambang
23. 2 Siter
24. 2 Celempung
25. 2 Suling (Seruling)
26. 1 Kecer
27. 3 Kepyak
28. Sindhen: cantante femenina de gamelán
29. Gerong: cantante masculino de gamelán
30. Nayaga (Wiyaga): músicos de gamelán

Instrumentos típicos del gamelán javanés
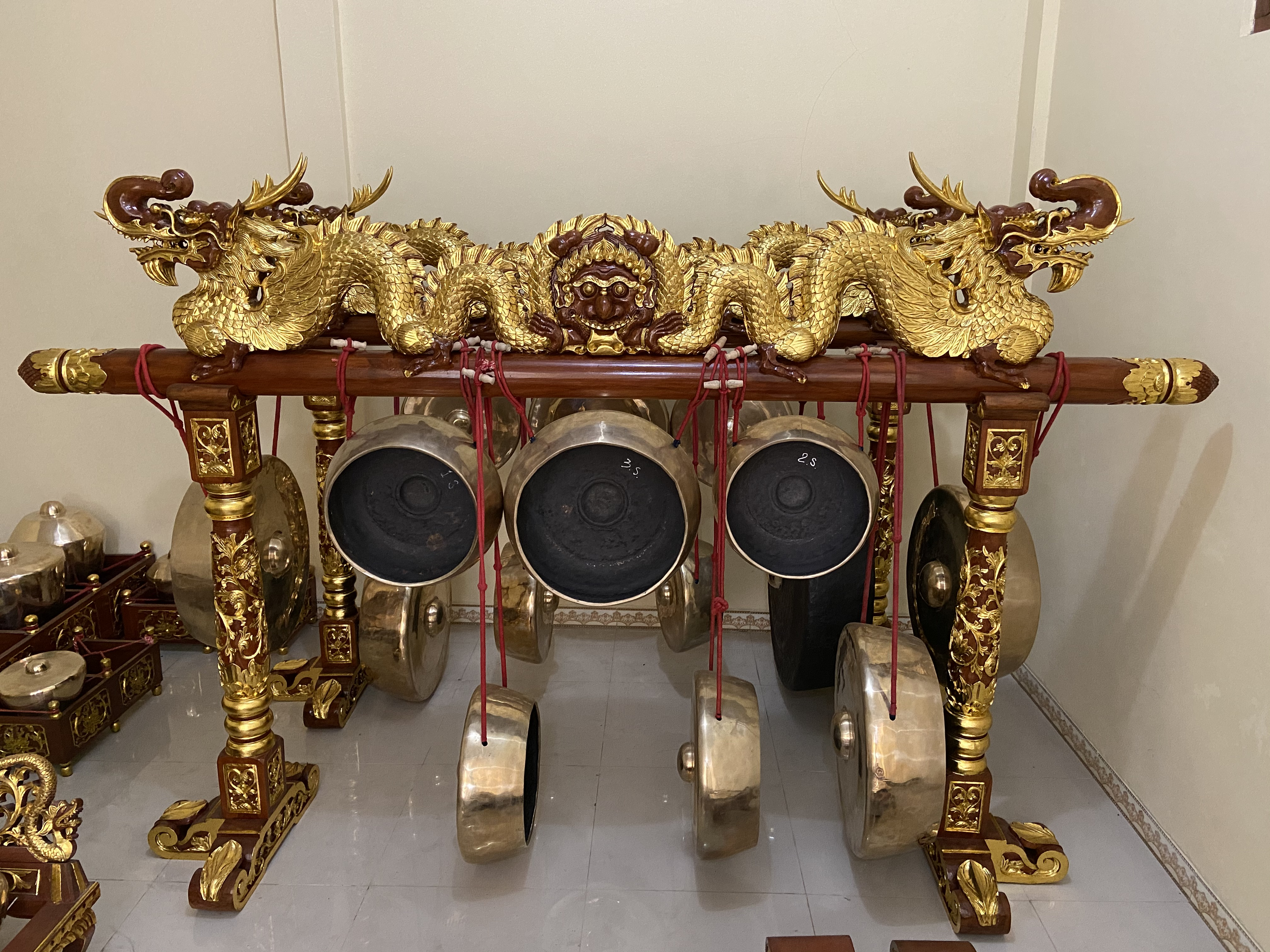
Kempul
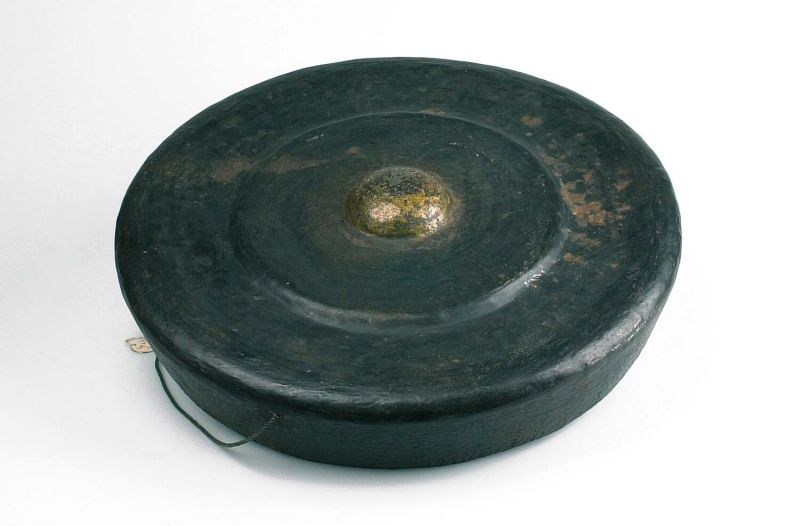
Gong ageng
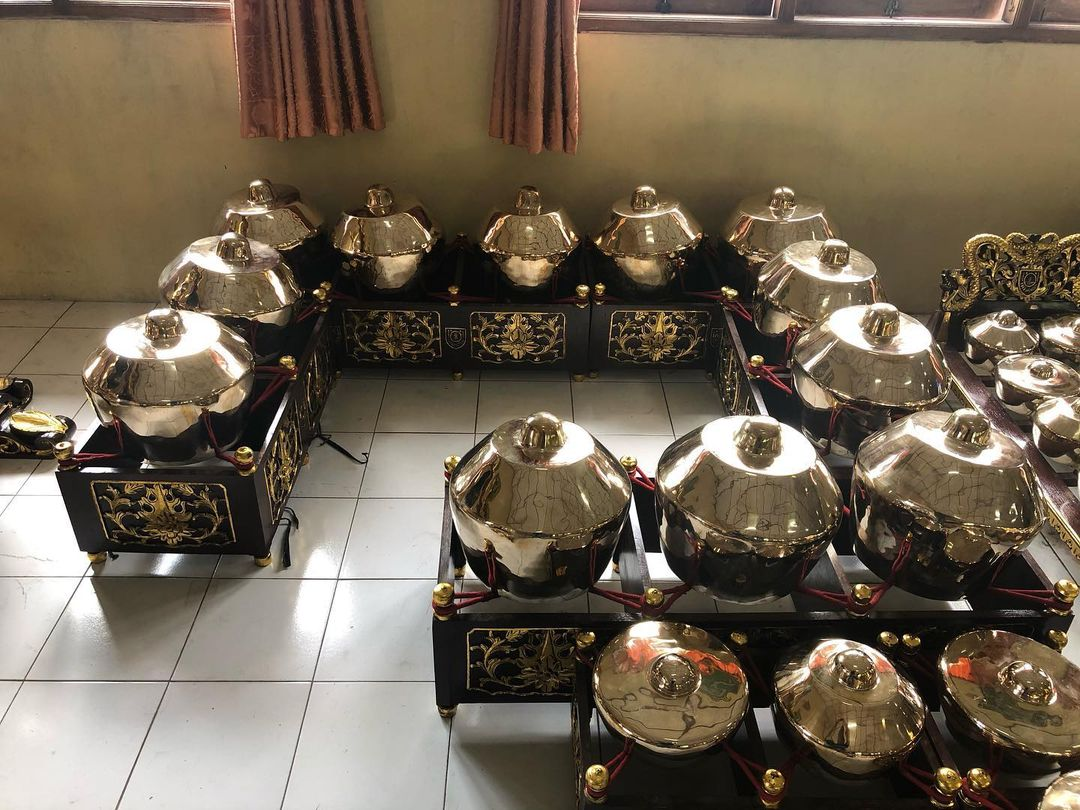
Kenong
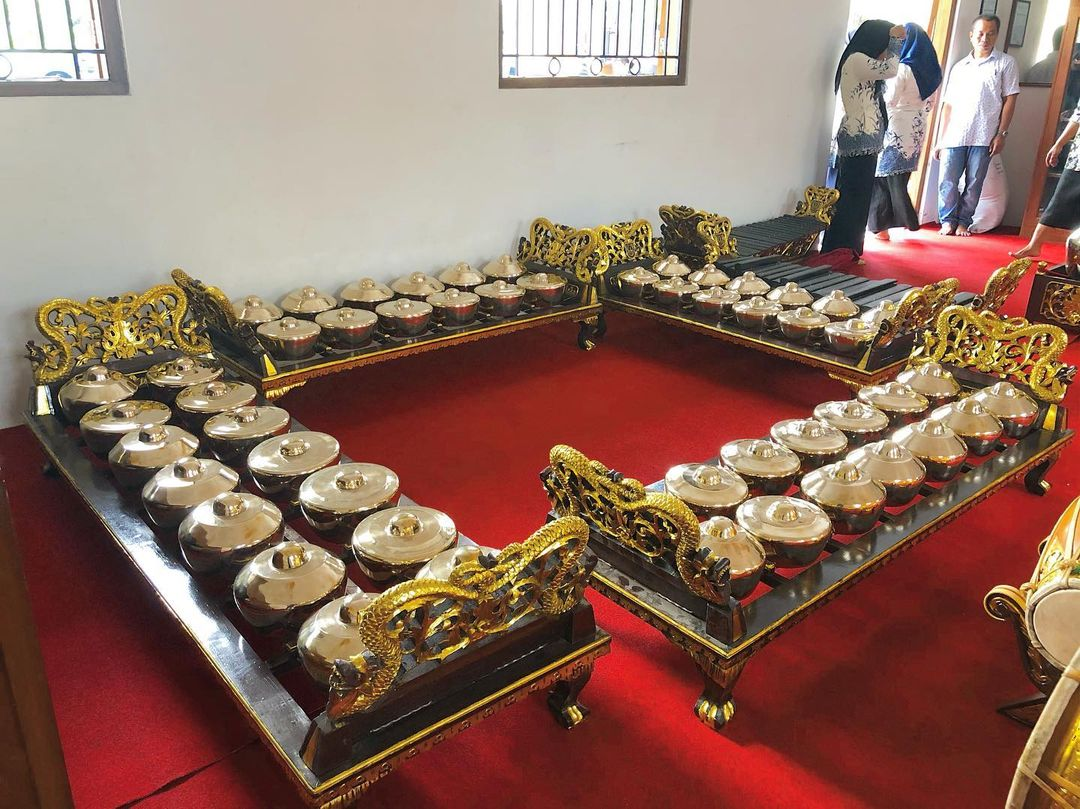
Bonang
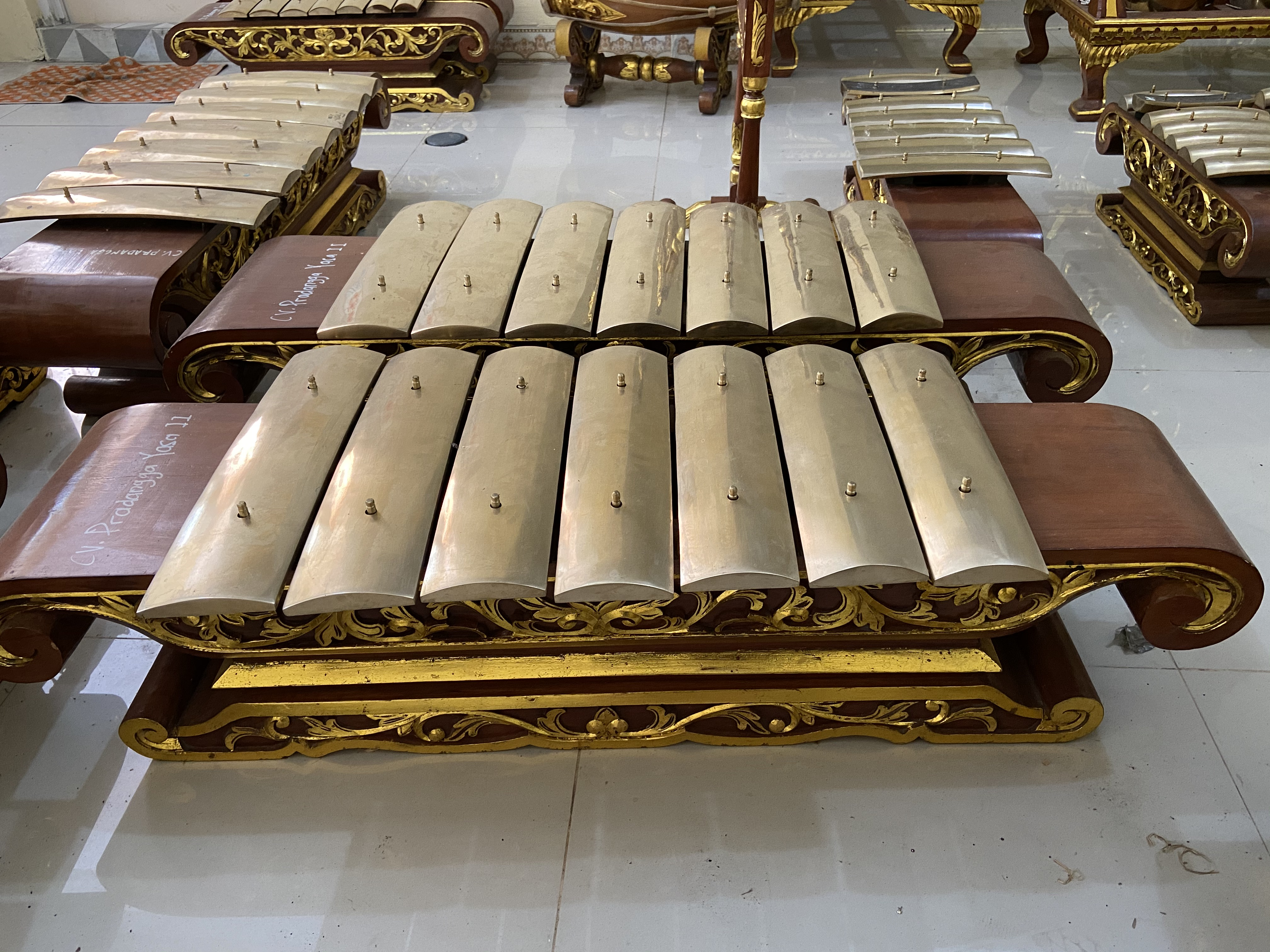
Demung
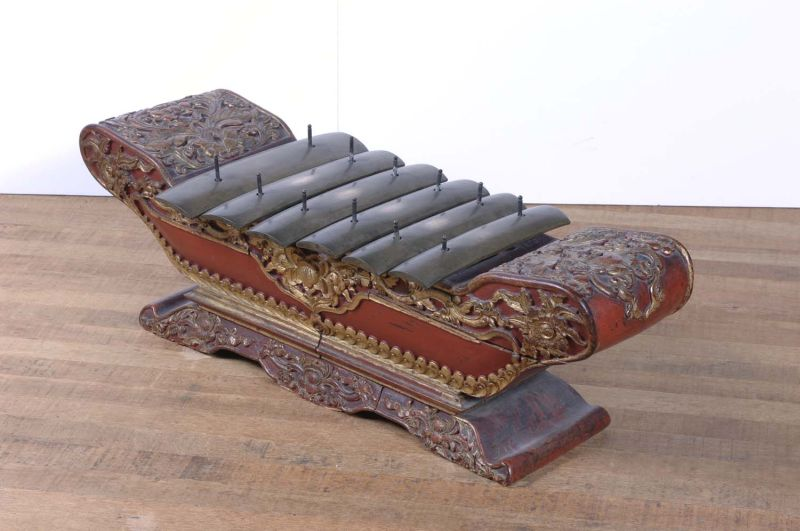
Saron
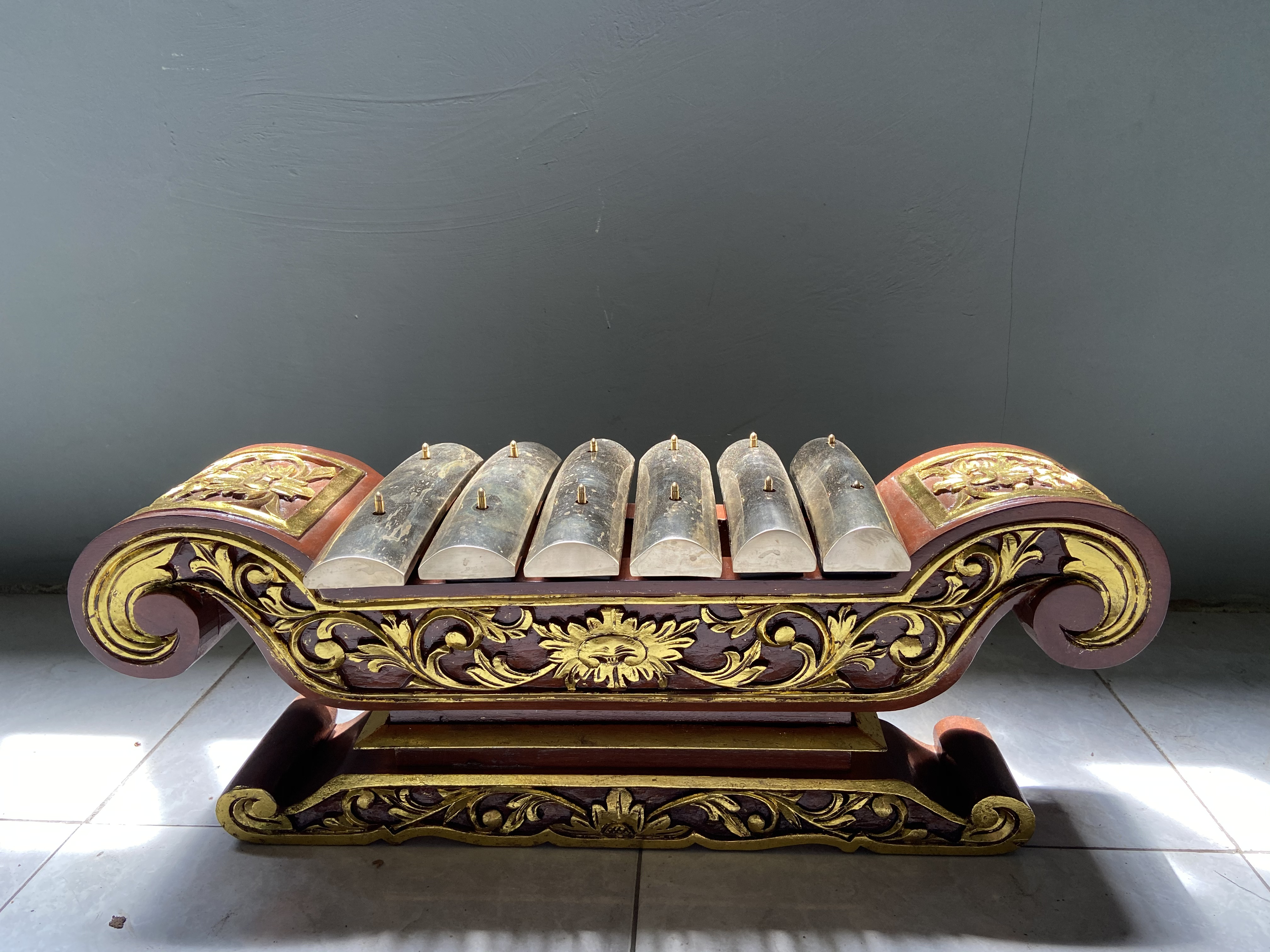
Peking
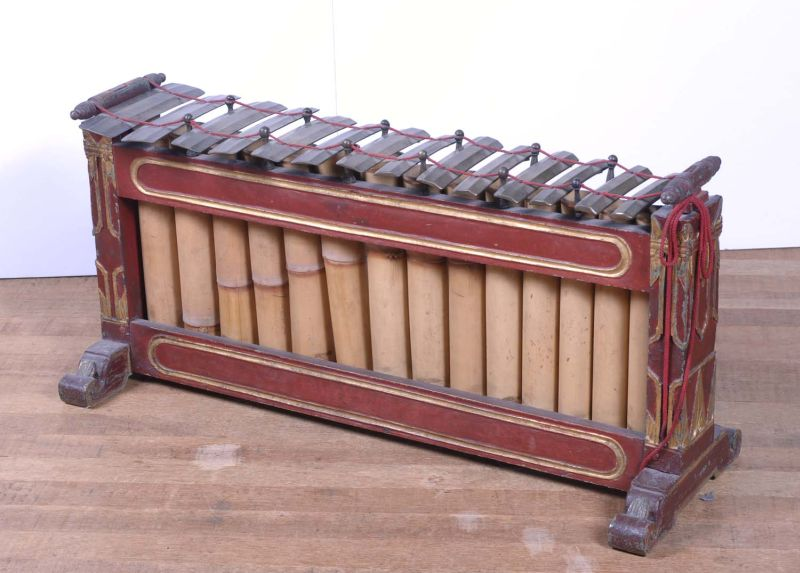
Gendèr
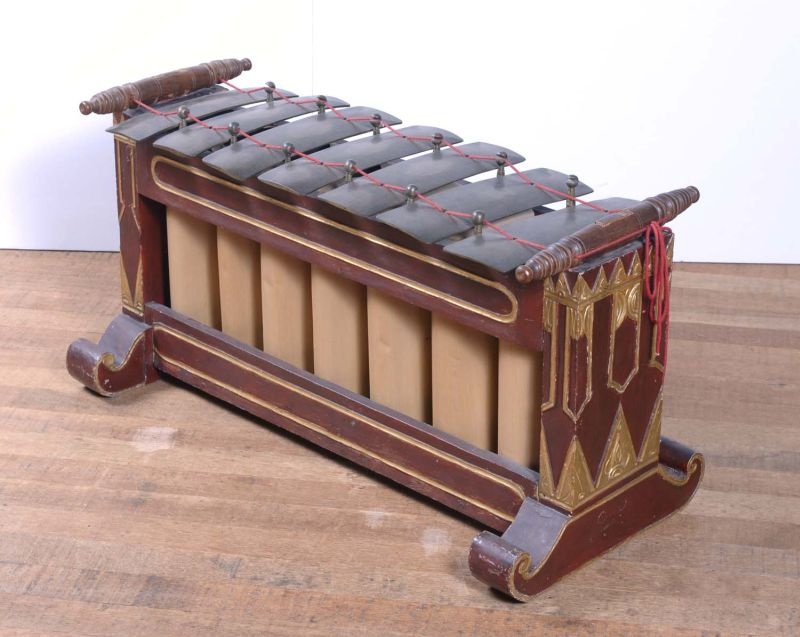
Slenthem
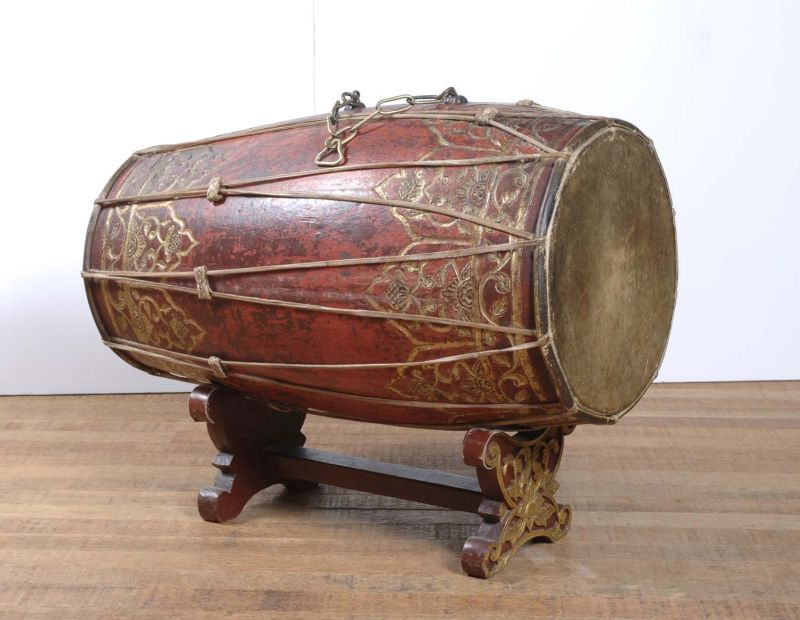
Kendang
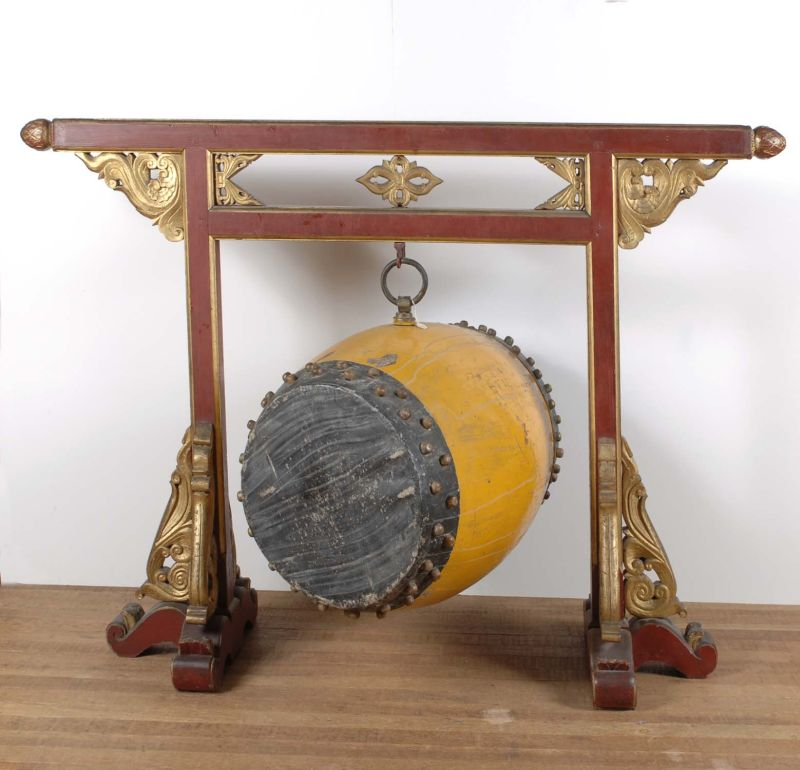
Bedug
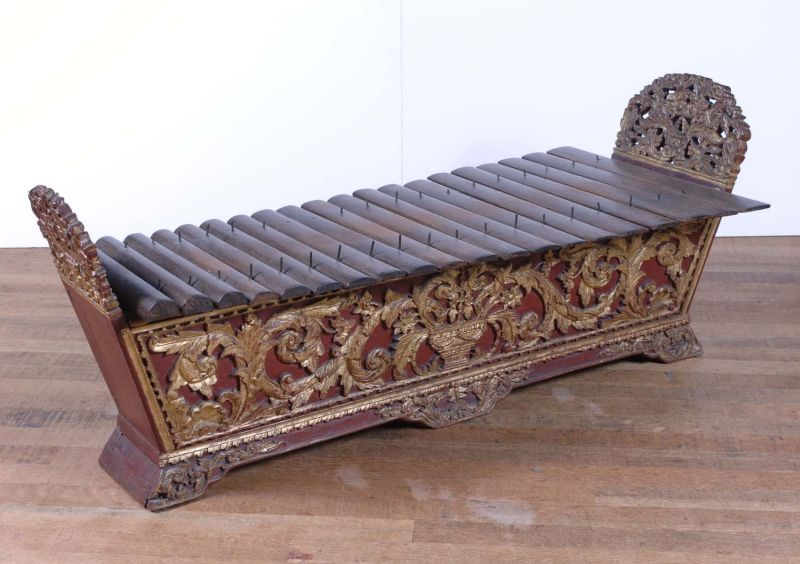
Gambang
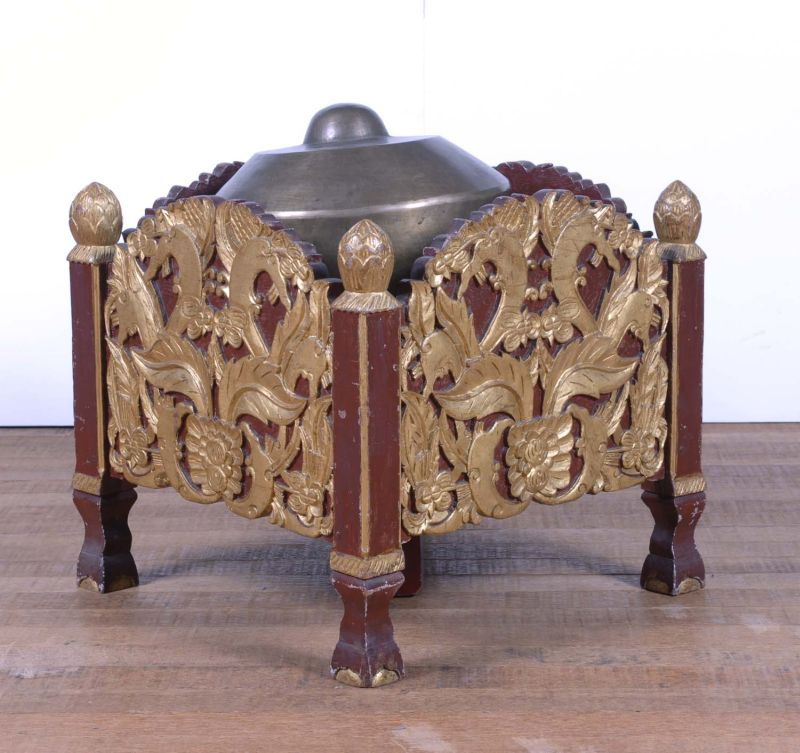
Kethuk / Kempyang
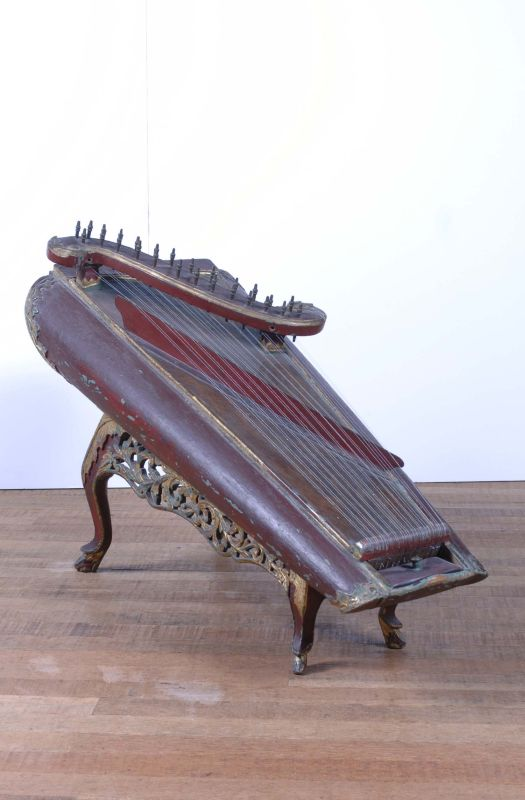
Celempung
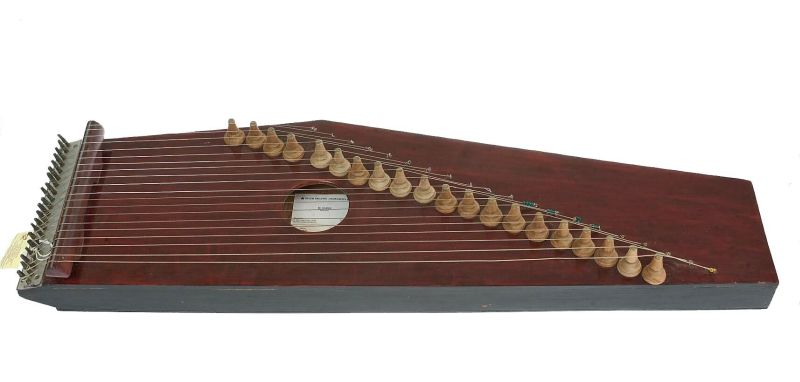
Siter
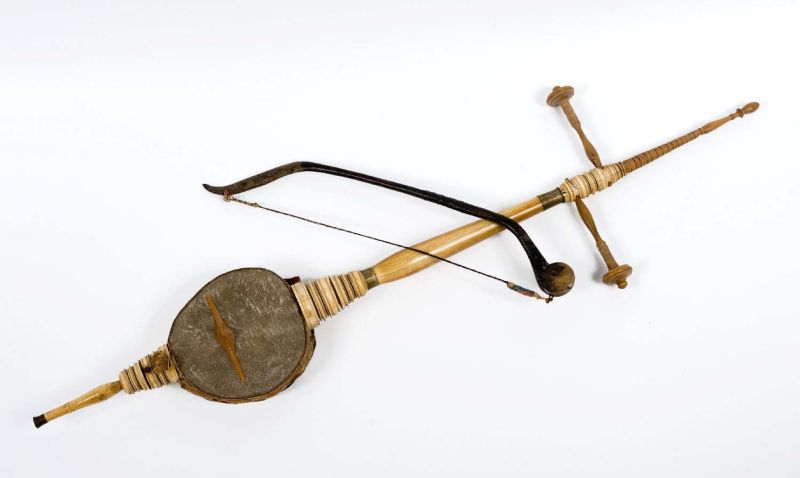
Rebab
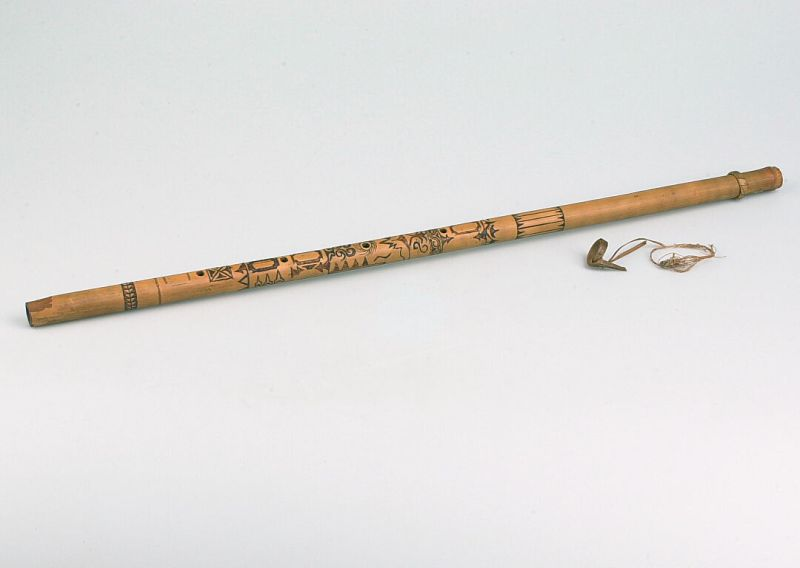
Suling / Seruling
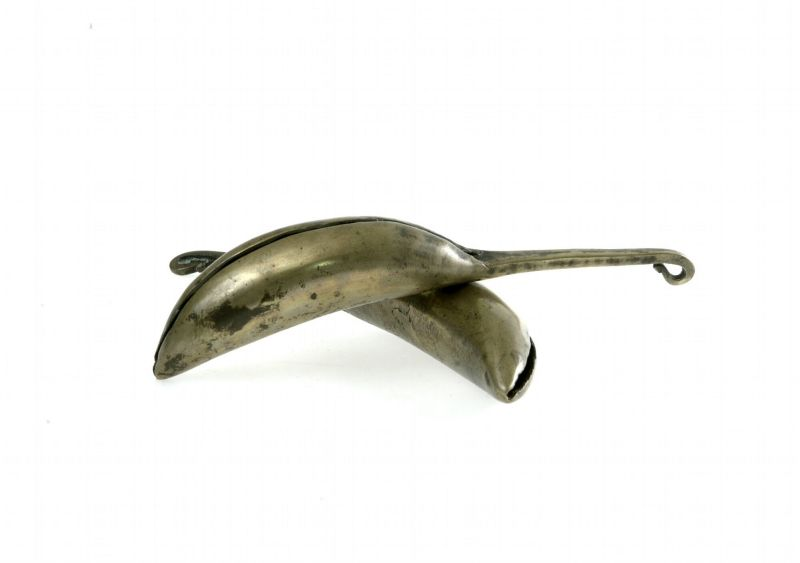
Kemanak
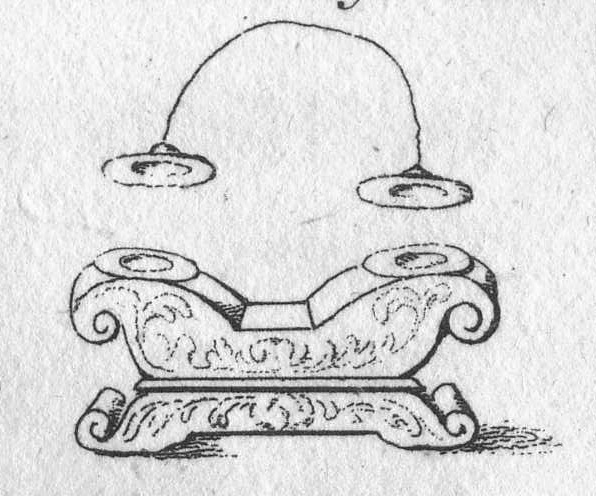
Kecer
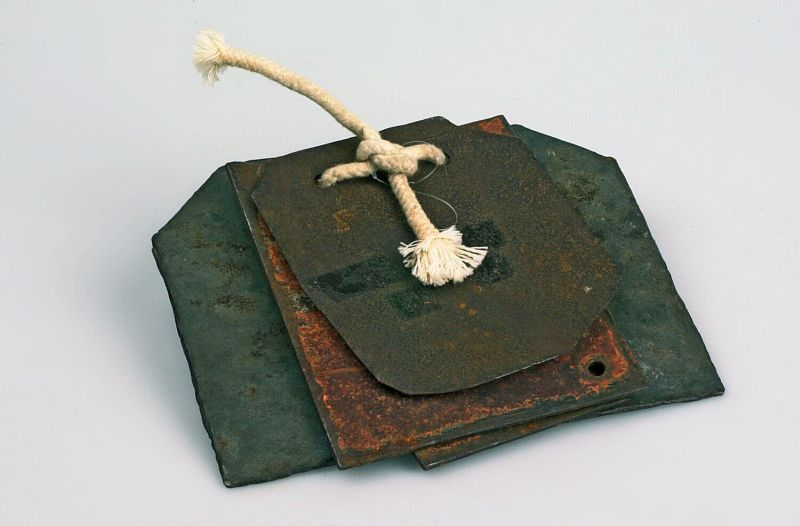
Keprak

### Instrumentos típicos del gamelán balinés
Un conjunto completo de gamelán balinés consta de:
1. 1 conjunto de (12 piezas) Reyong
2. 1 conjunto de (10 piezas) Trompong
3. 1 Gong Wadon
4. 1 Gong Lanang
5. 1 Gong Kempur
6. 1 Gong Klentong
7. 1 Gong Bende
8. 1 Kenong (Kajar)
9. 1 Kethuk (Kempli)
10. 2 conjuntos de Jiyèng (Ugal)
11. 4 conjuntos de Gangsa (Pemande)
12. 4 conjuntos de Kanthilan
13. 2 conjuntos de Jublag
14. 2 conjuntos de Jegogan
15. 2 conjuntos de Penyacah Kenyur
16. 2 conjuntos de Gendèr Rambat
17. 1 conjunto de Cèng-cèng Ricik
18. 8 conjuntos de Cèng-cèng Kepyak
19. 2 Kendhang Semaradana (Cedugan)
20. 2 Kendhang Batel (Krumpung)
21. 1 conjunto de Gentorak
22. 3 Suling
23. Nayaga (Wiyaga): Músicos de gamelán

Instrumentos típicos del gamelán balinés
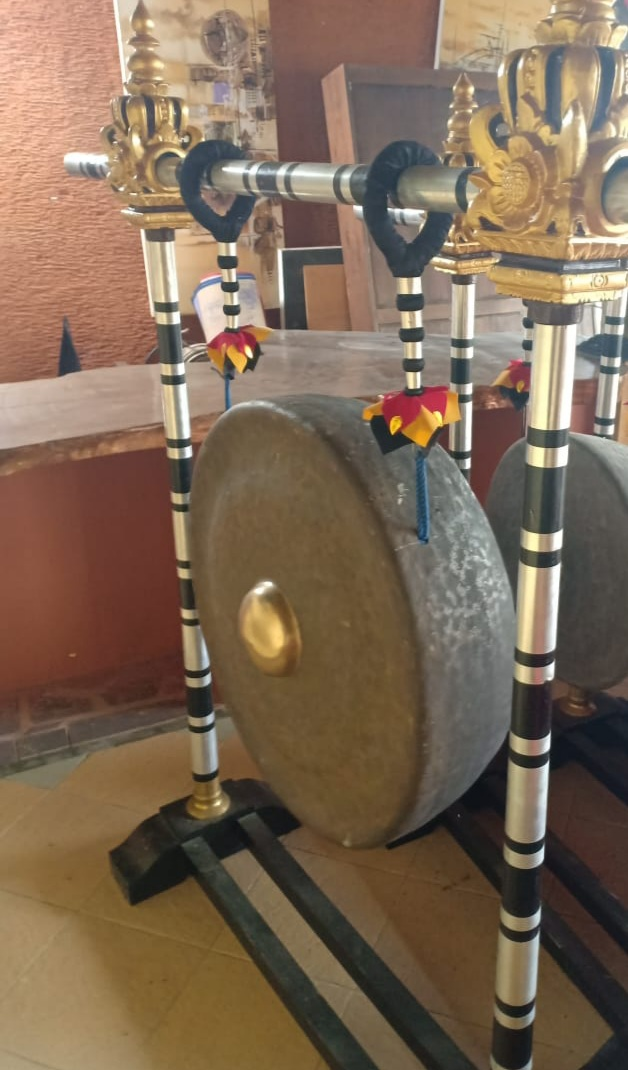
Gong Lanang
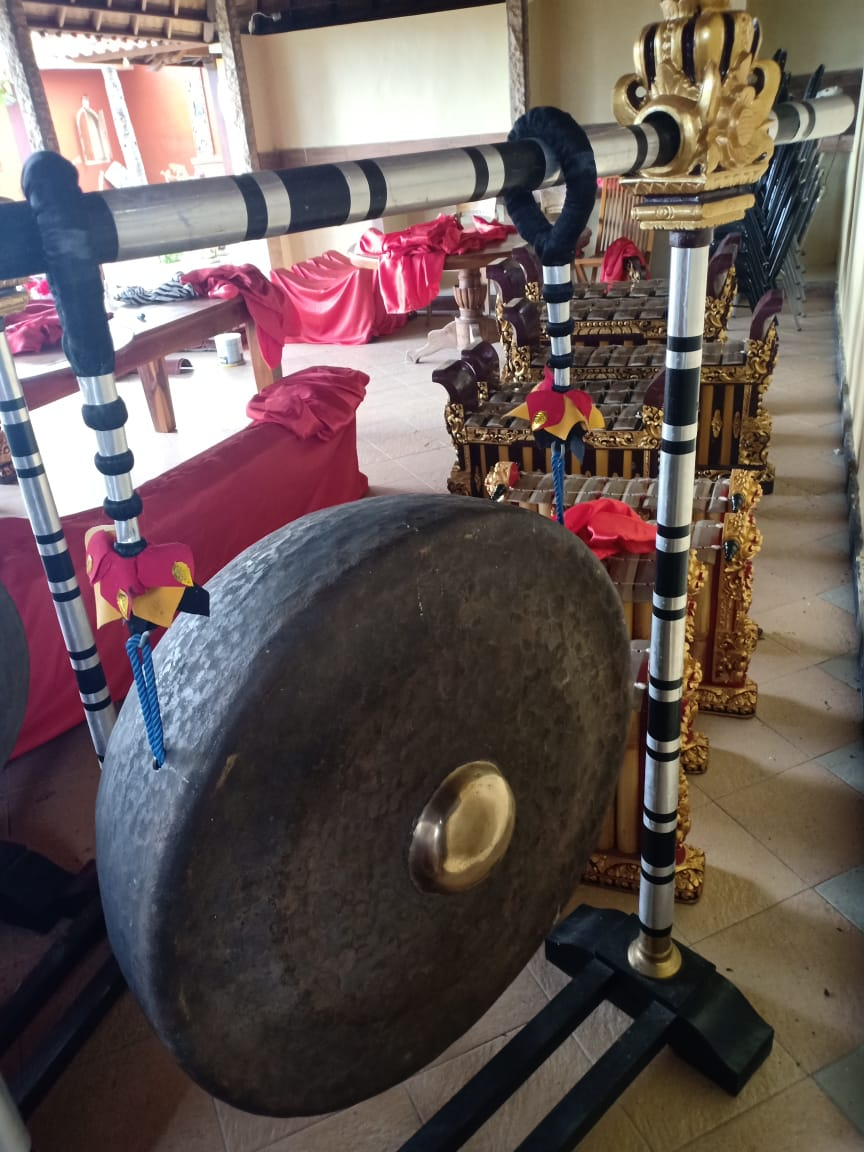
Gong Wadon
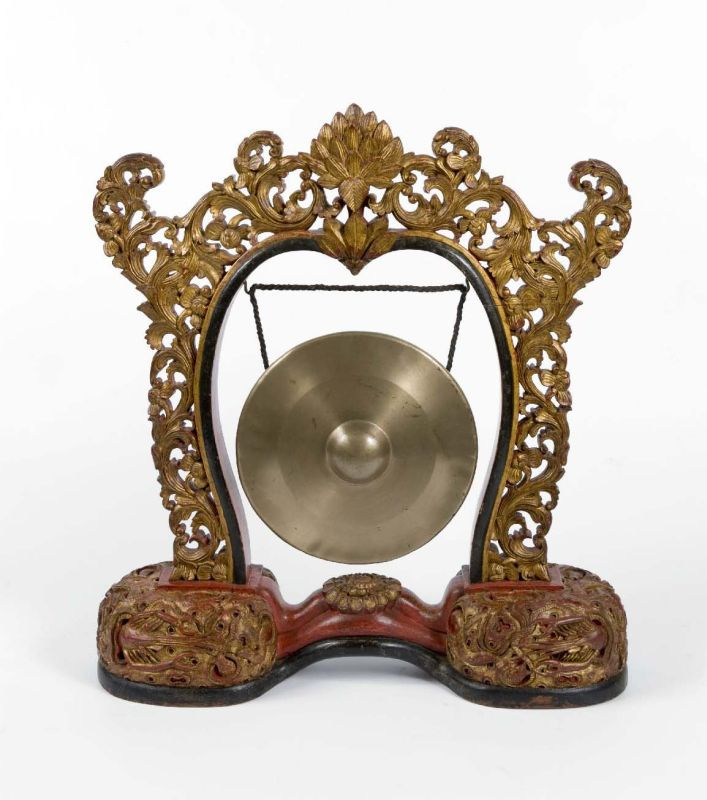
Gong Klentong
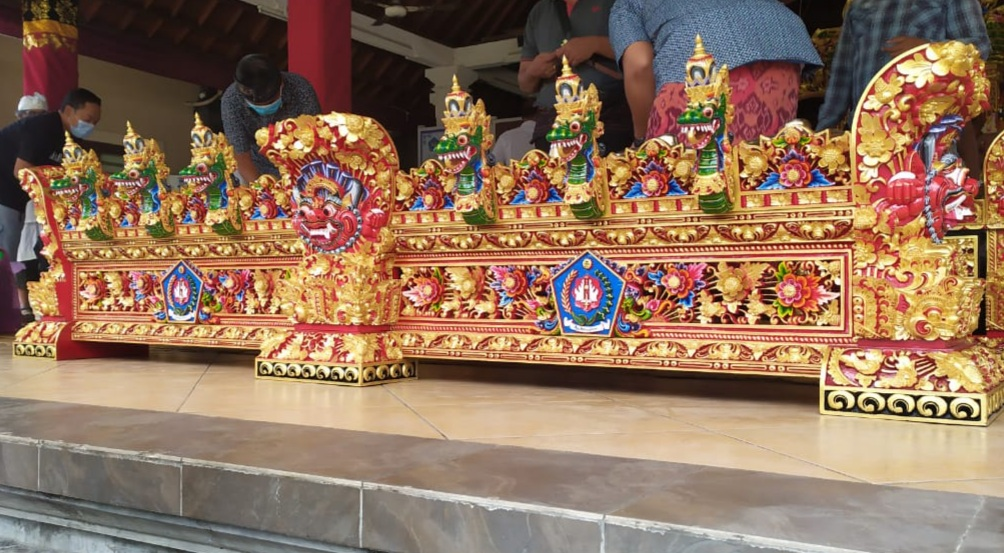
Trompong
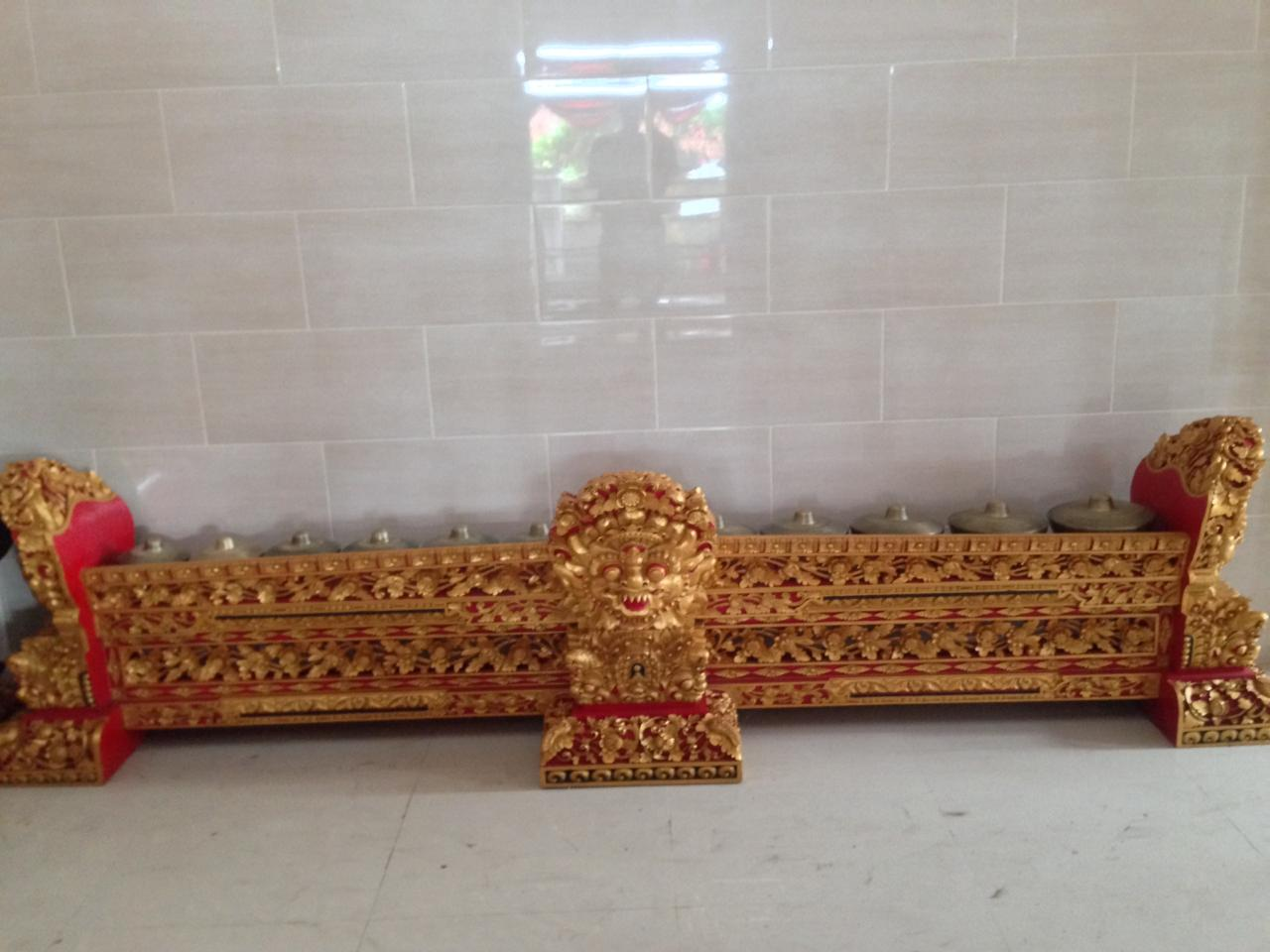
Reyong
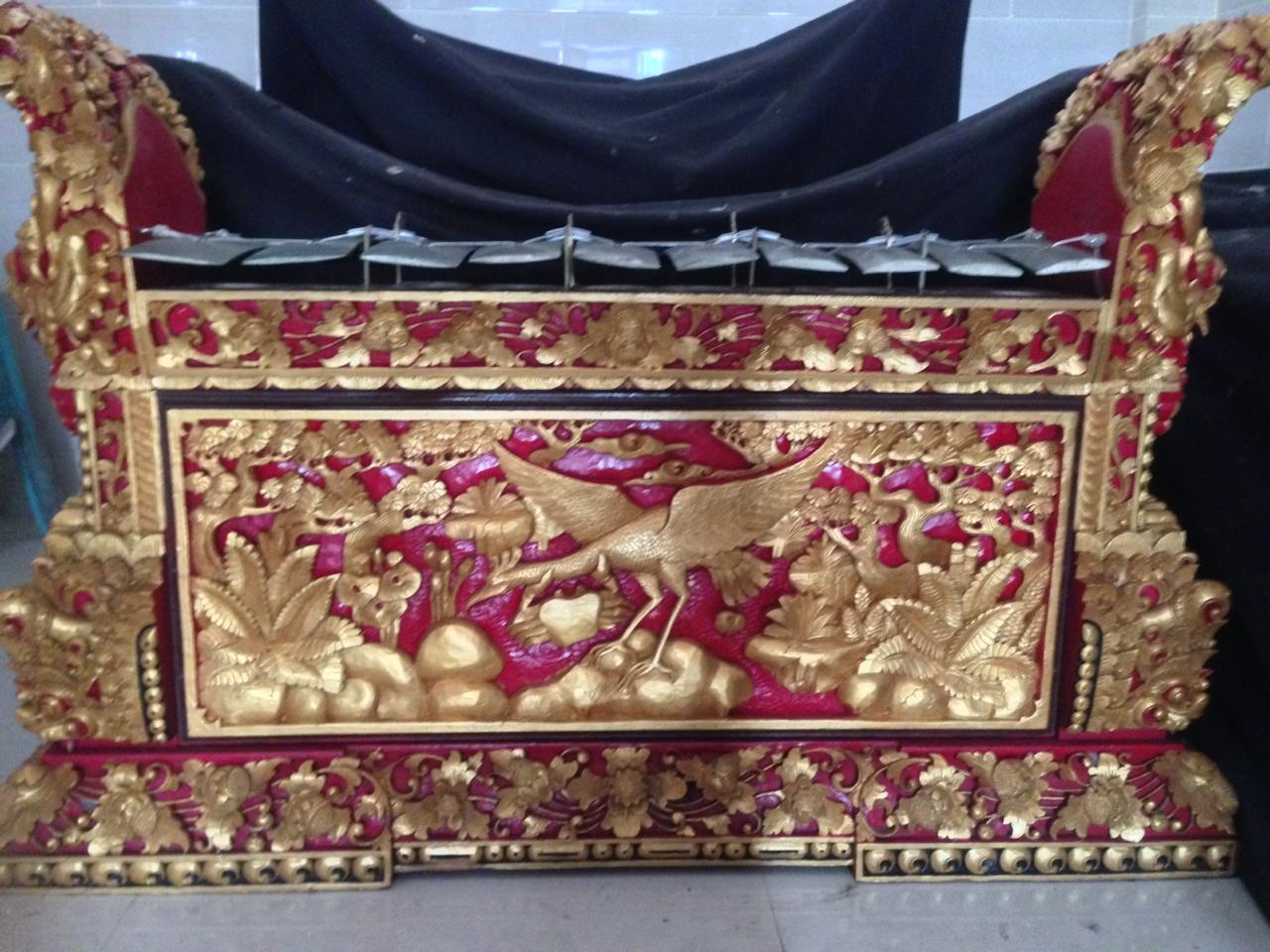
Ugal
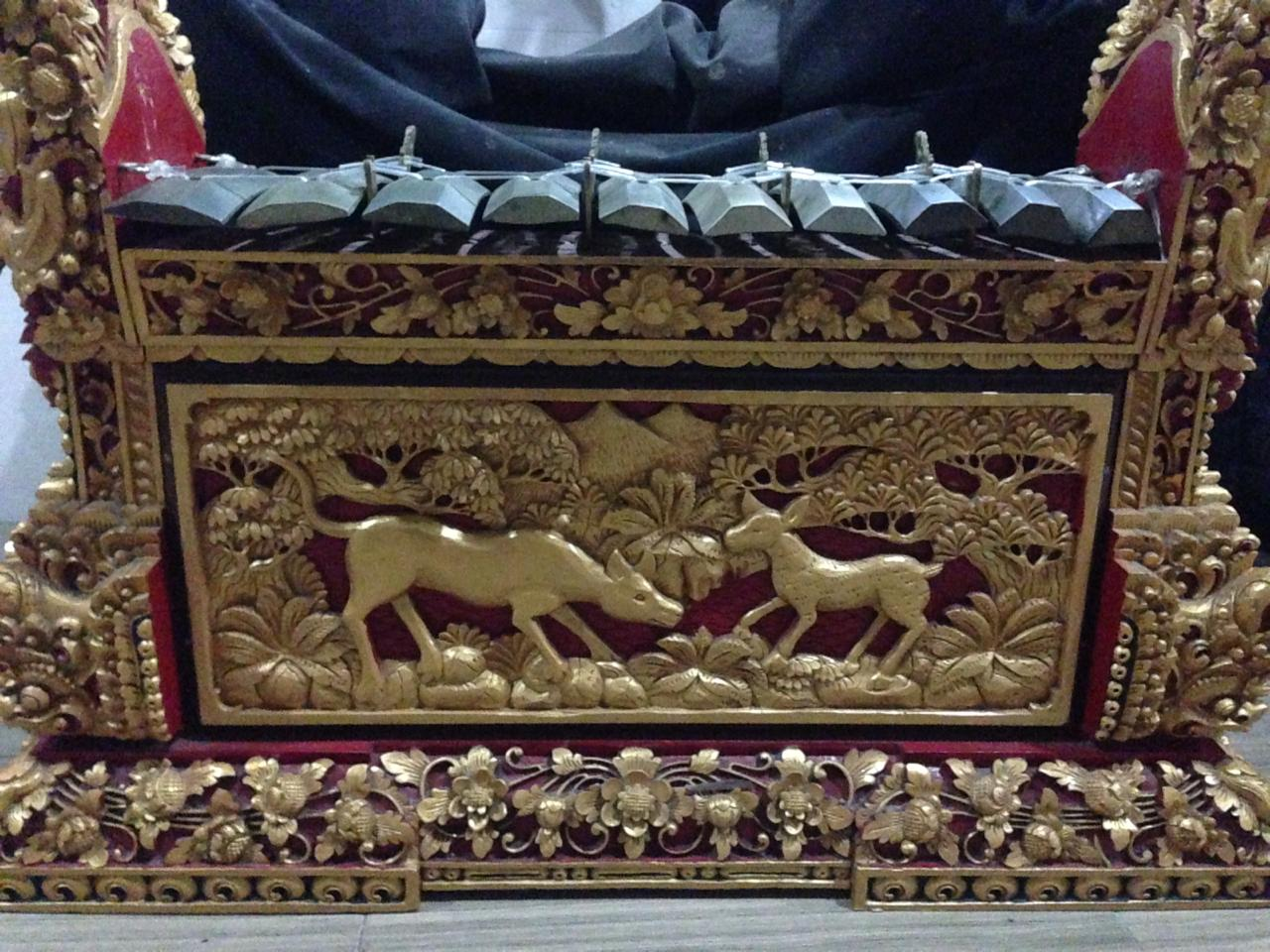
Kantilan
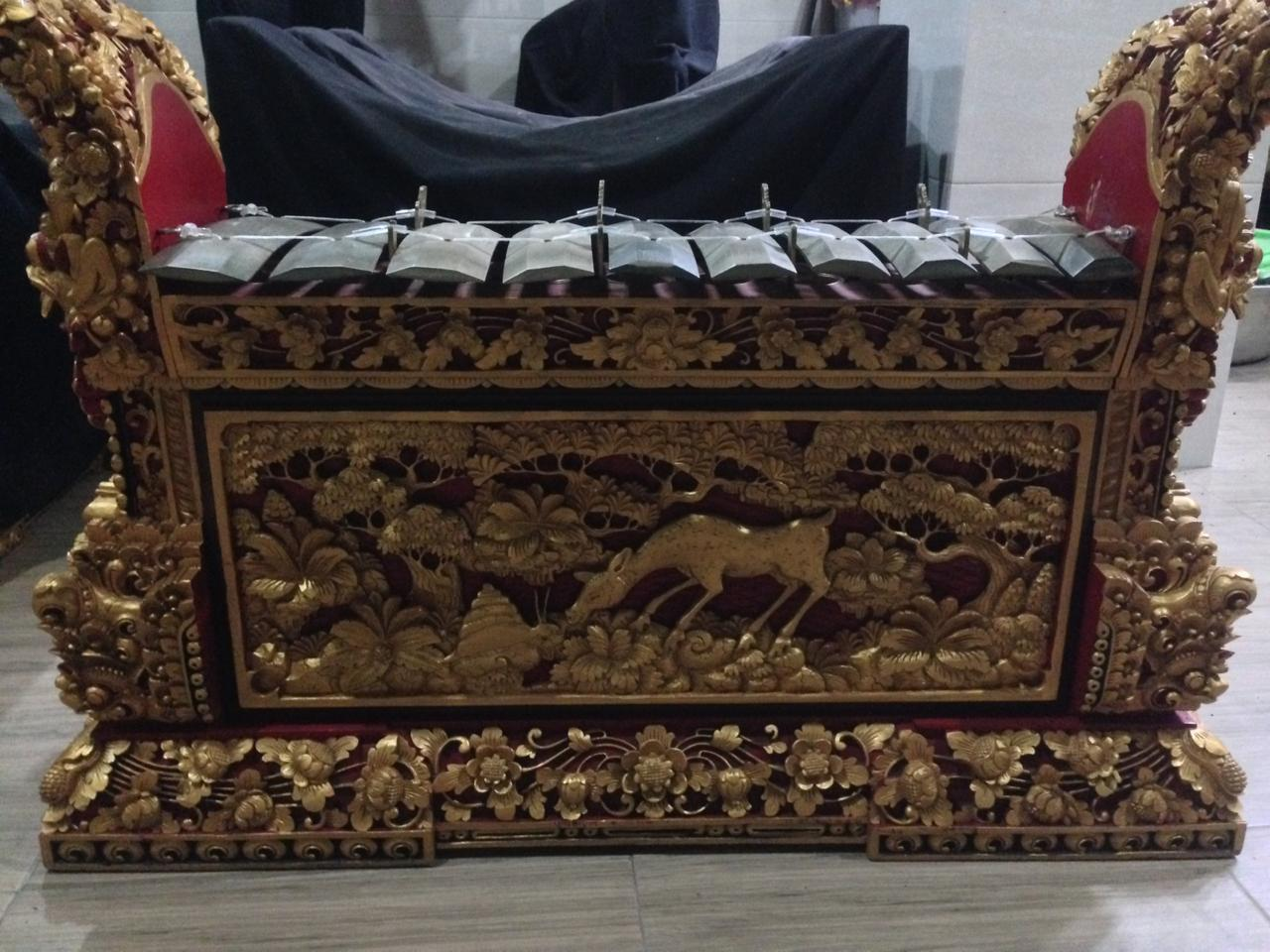
Pemade
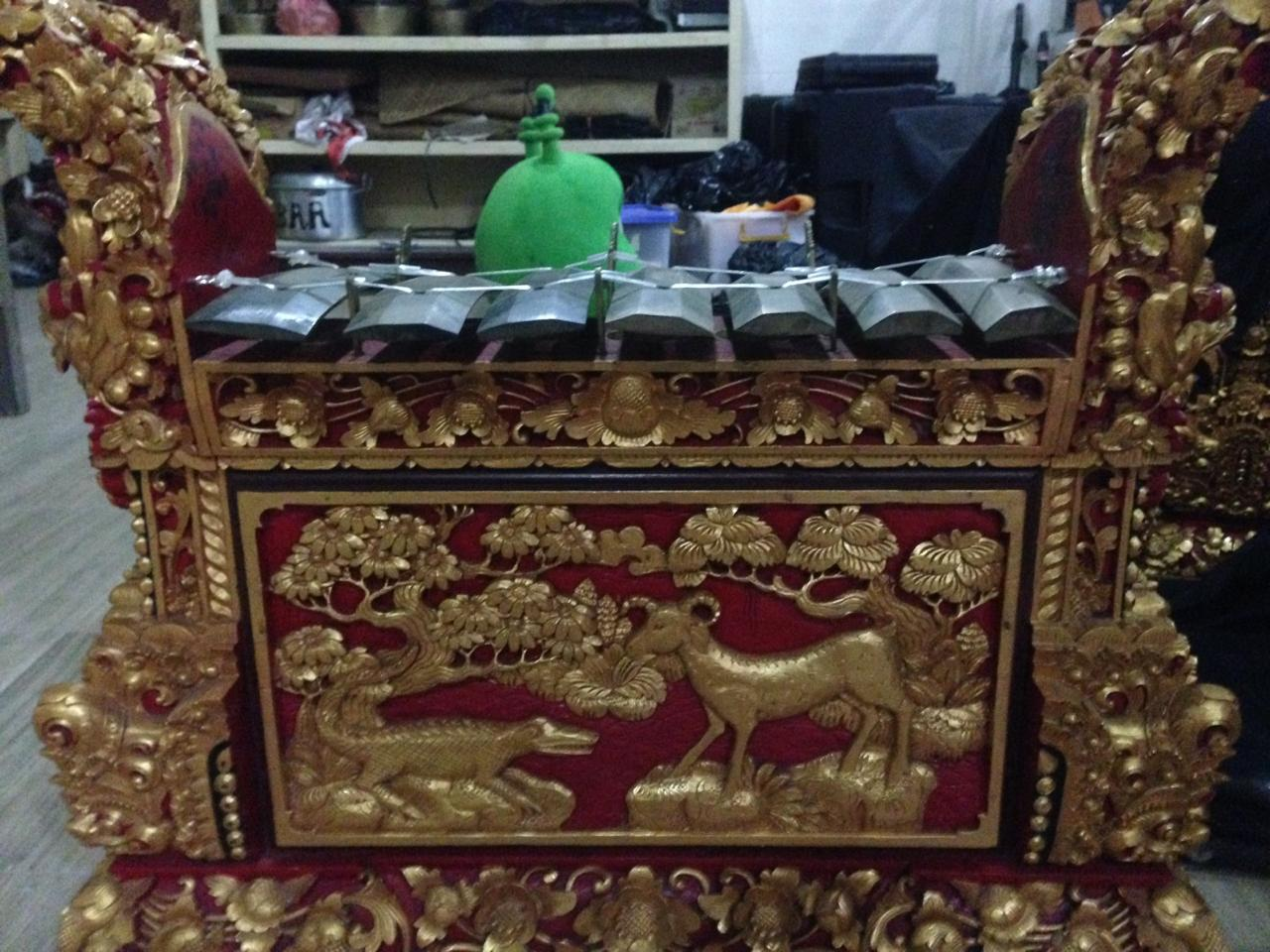
Kenyur
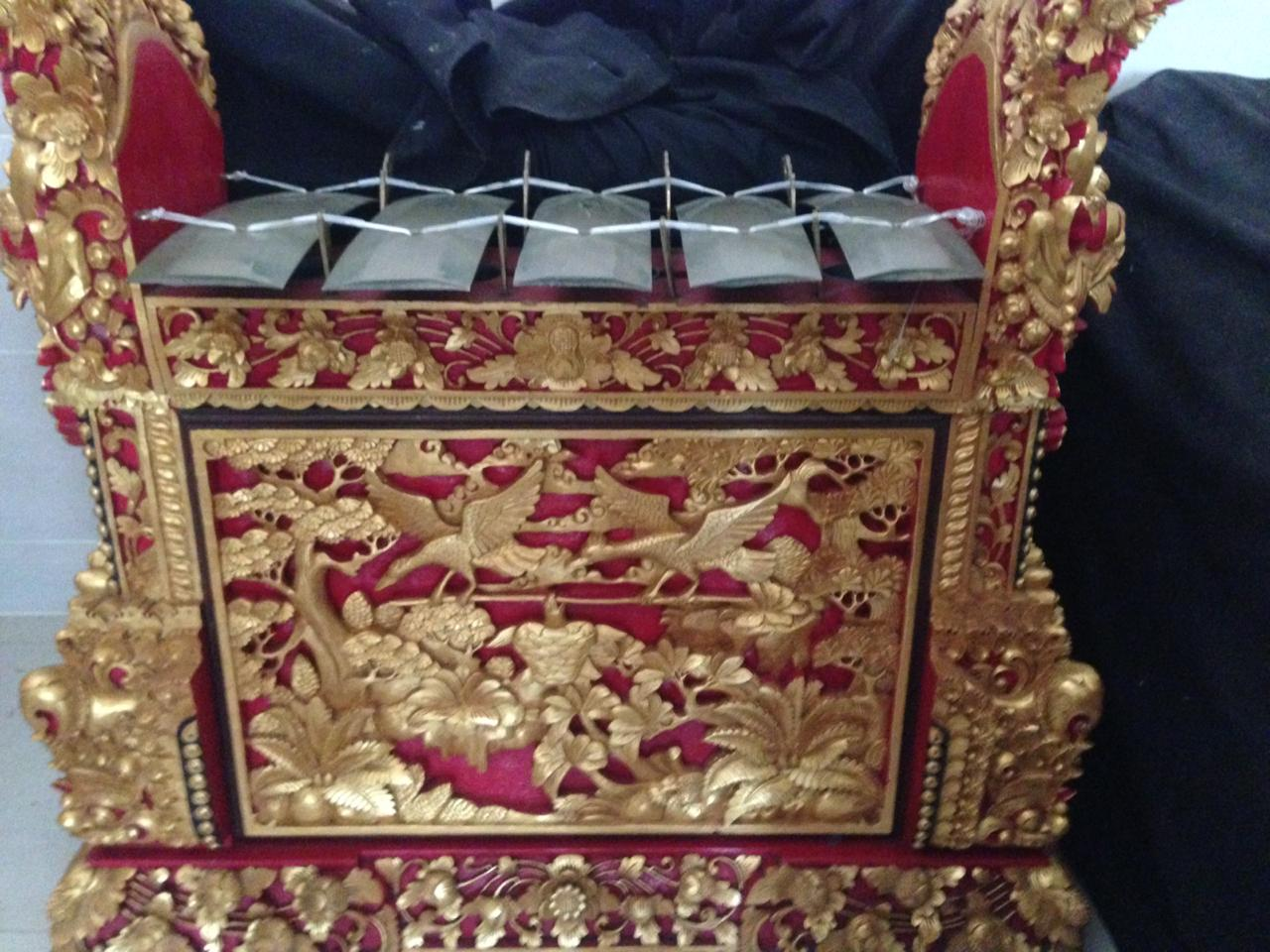
Jegogan
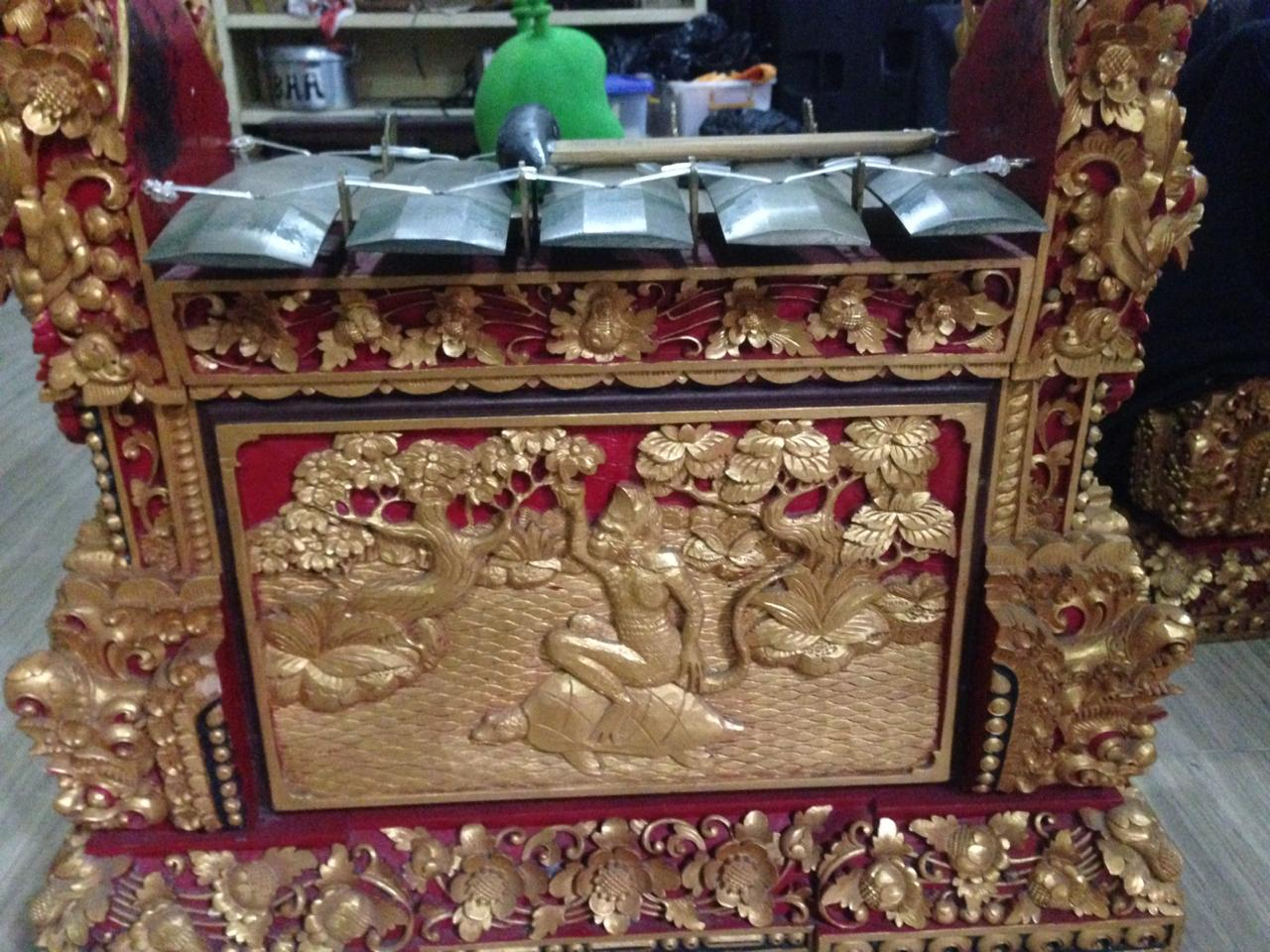
Jublag
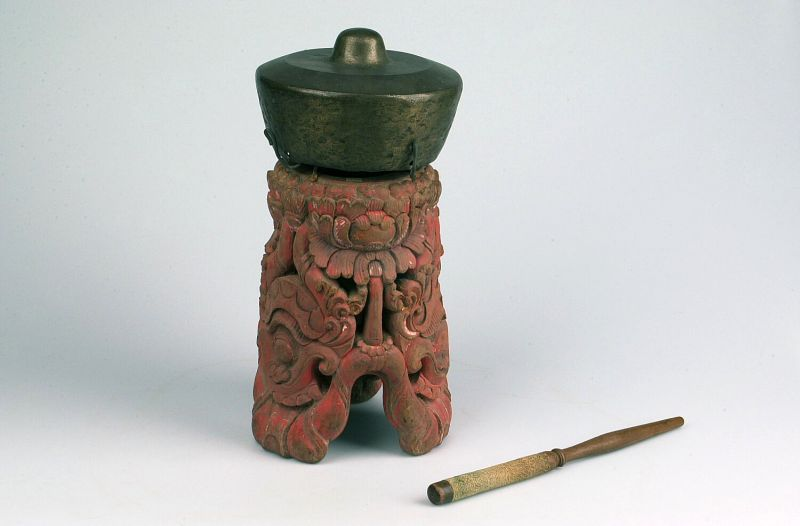
Klenang
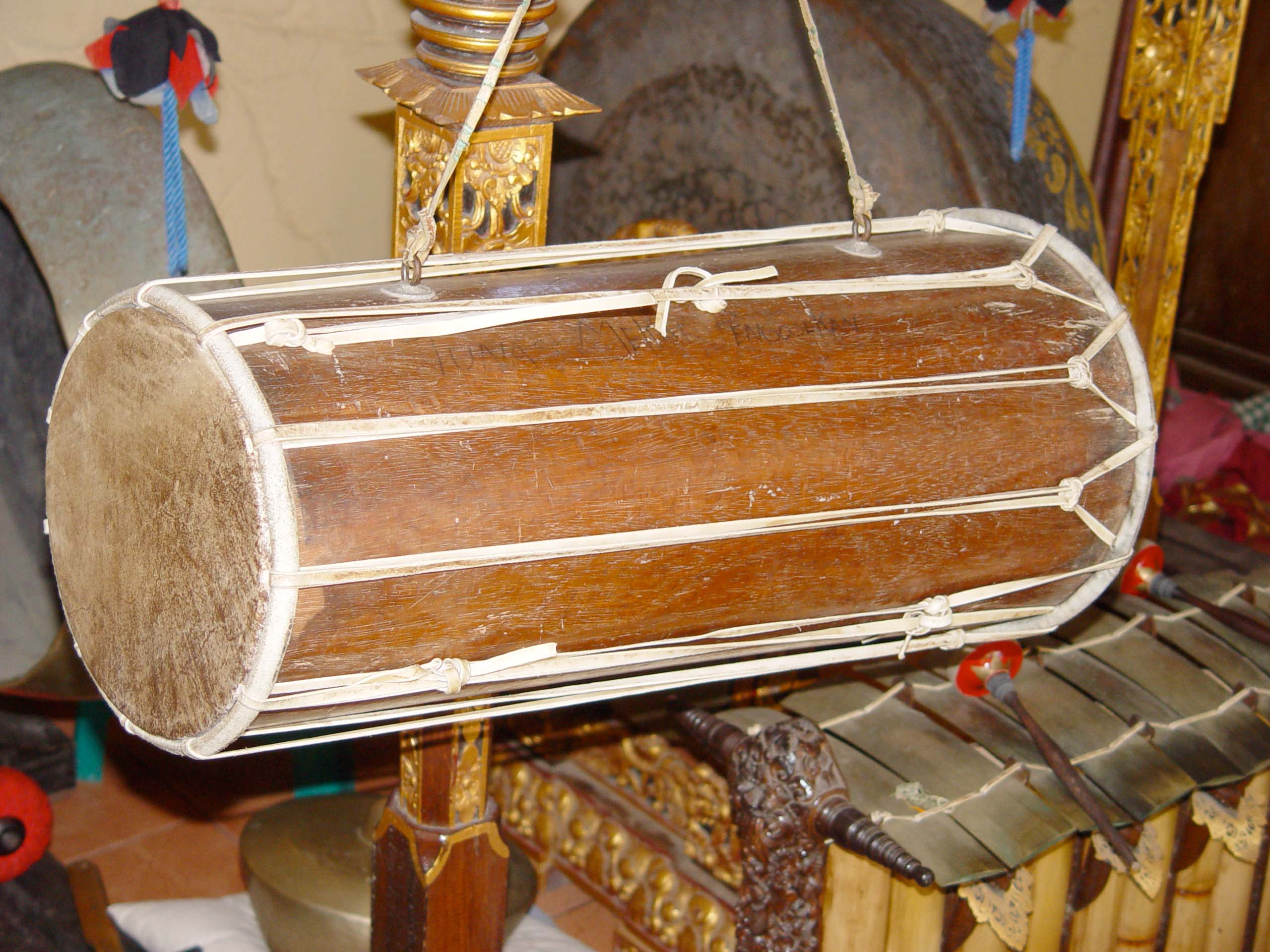
Kendhang Semaradana
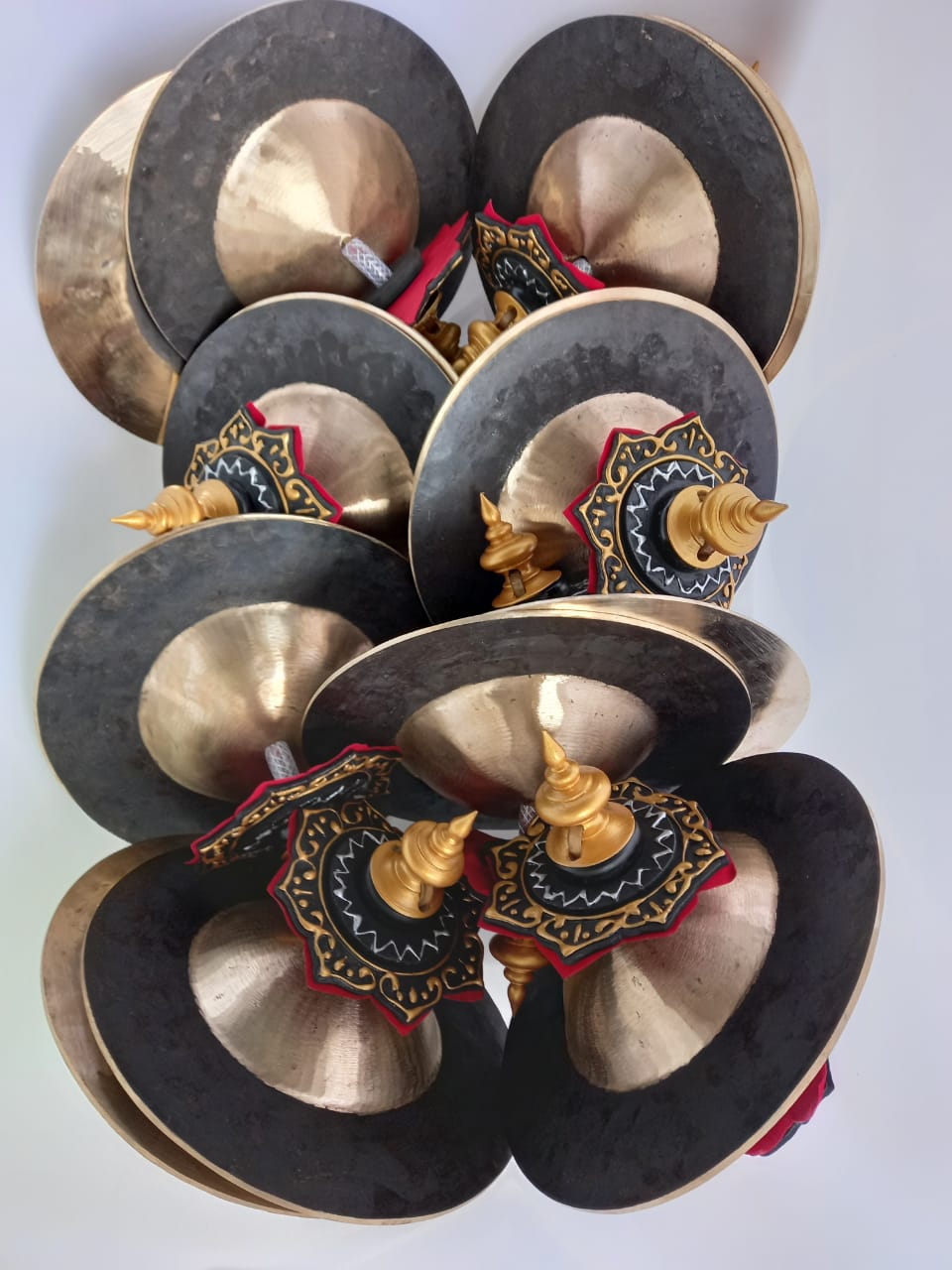
Ceng-ceng Kepyak
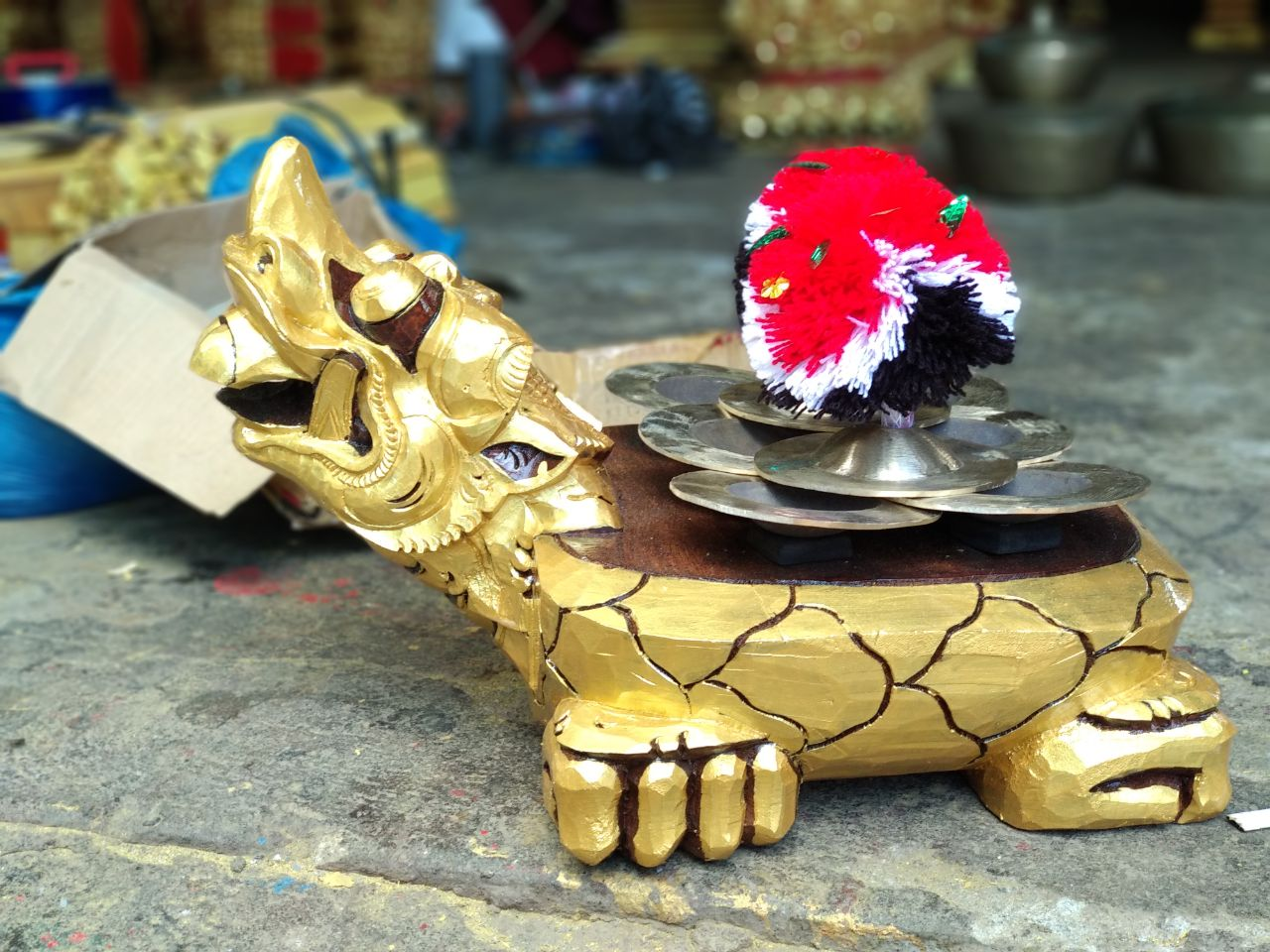
Ceng-ceng Ricik
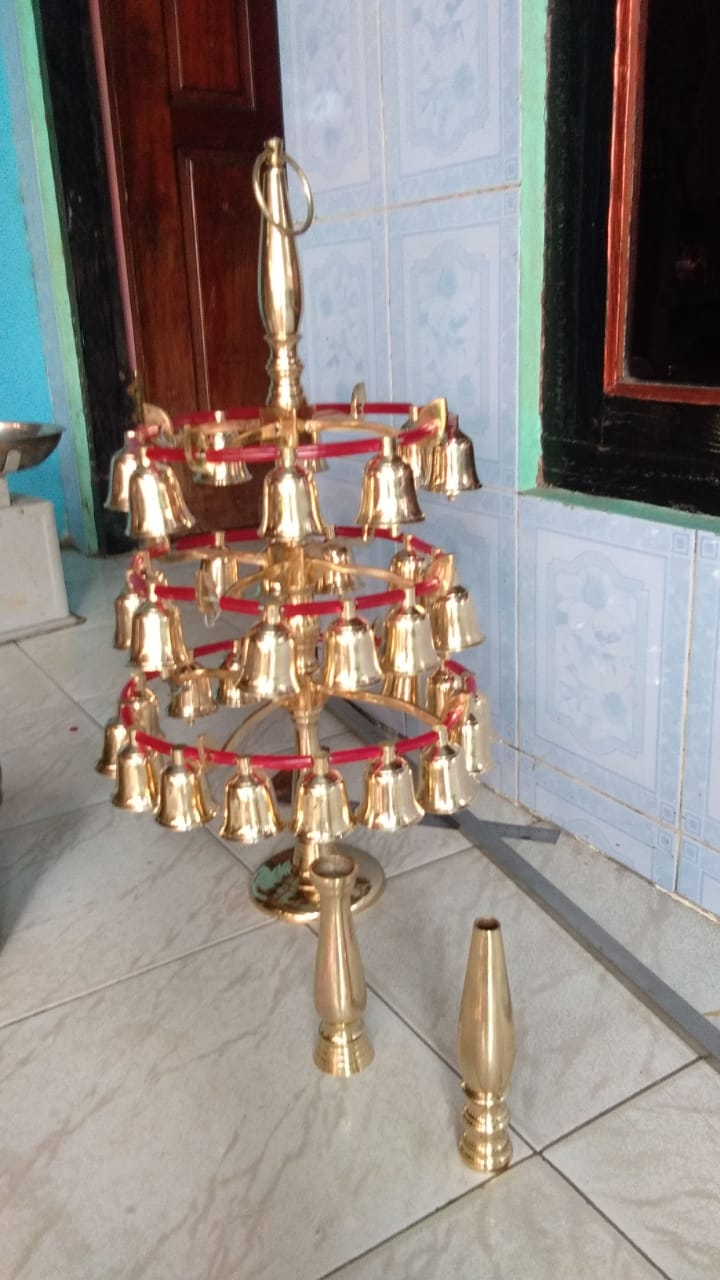
Gentora
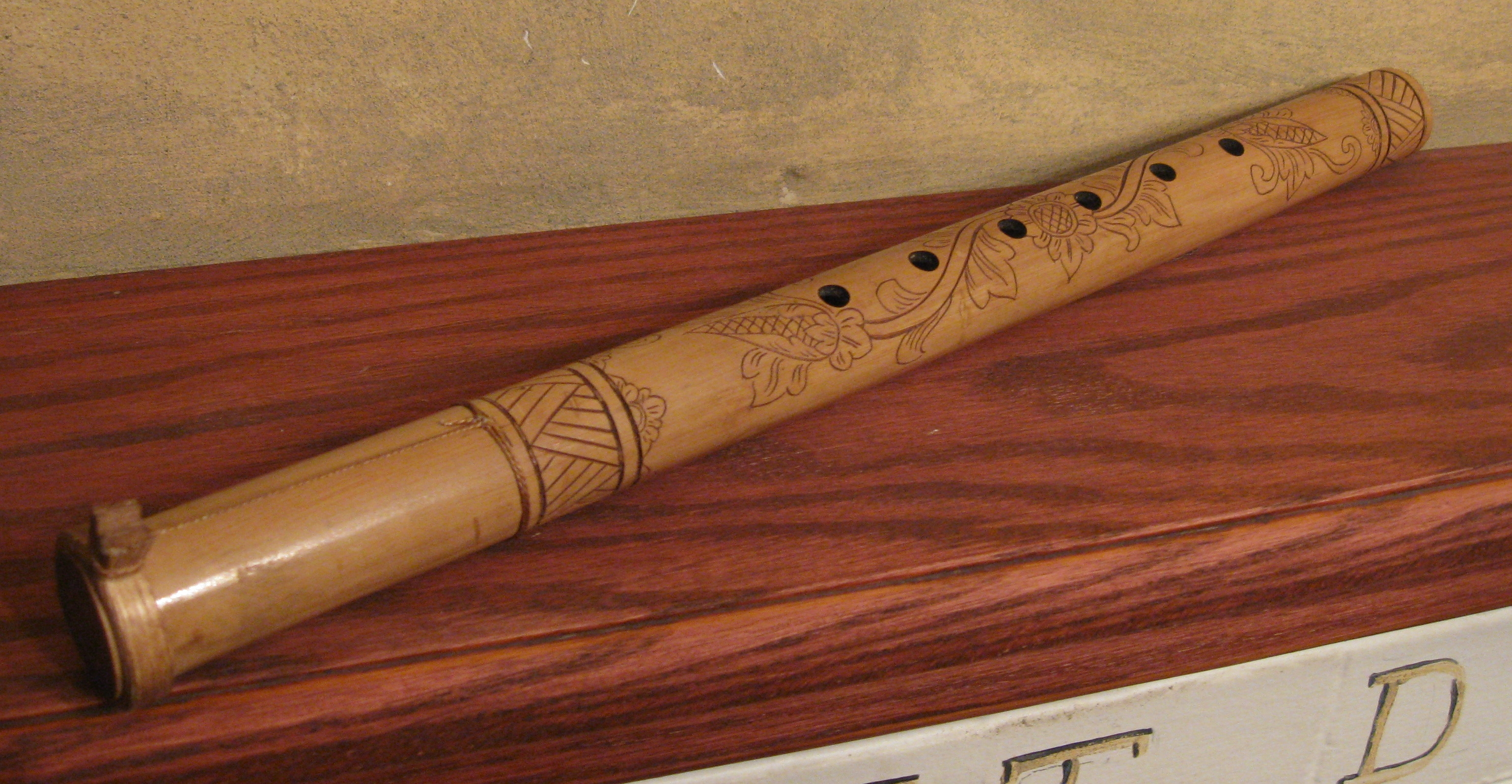
Suling gambuh
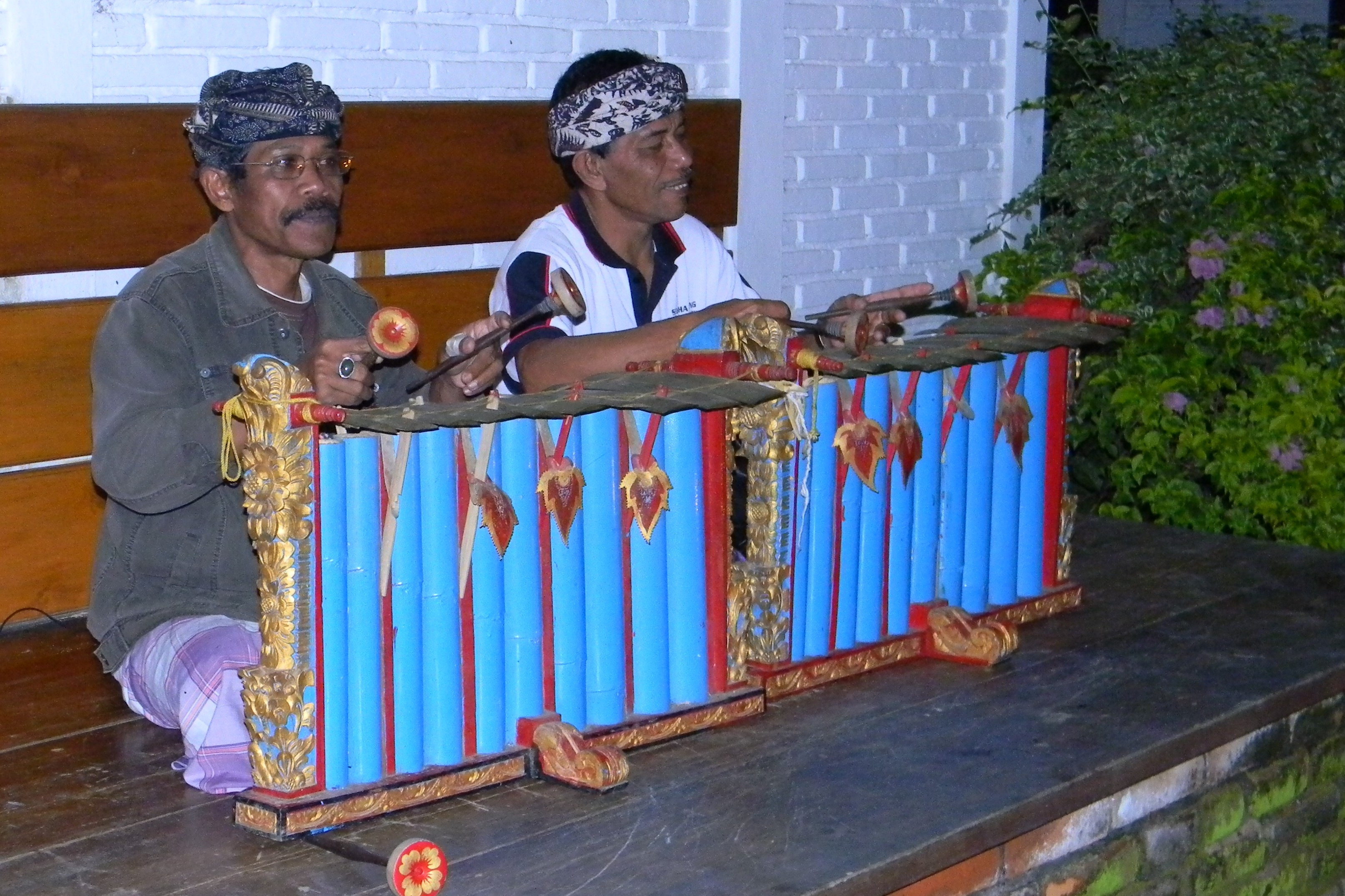
Gender wayang
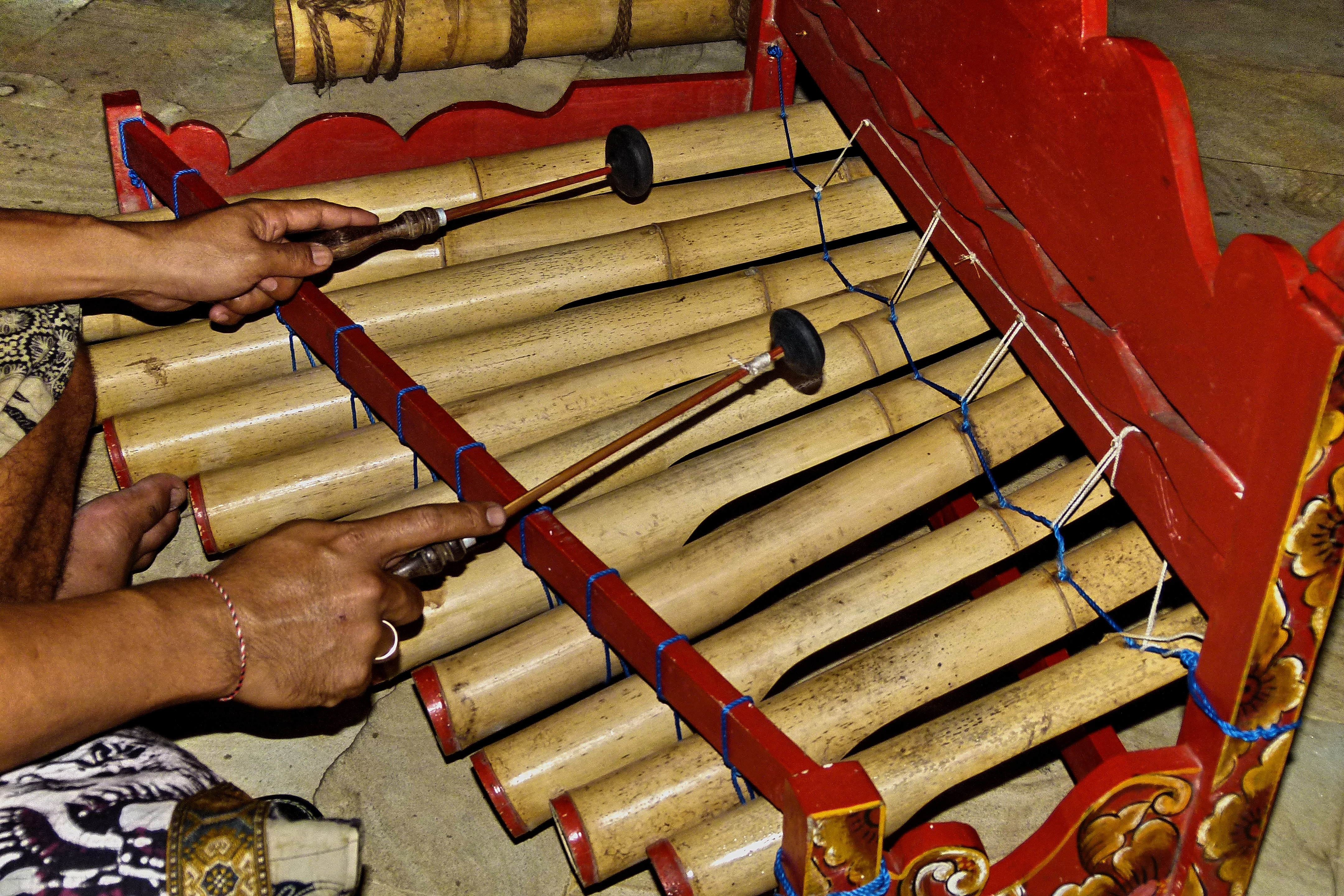
Rindhik
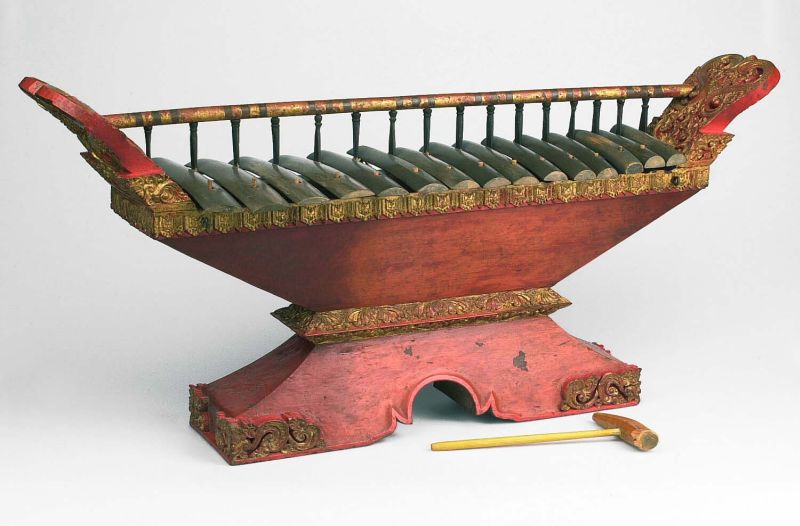
Curing